# Abtei Saint-Génis-des-Fontaines

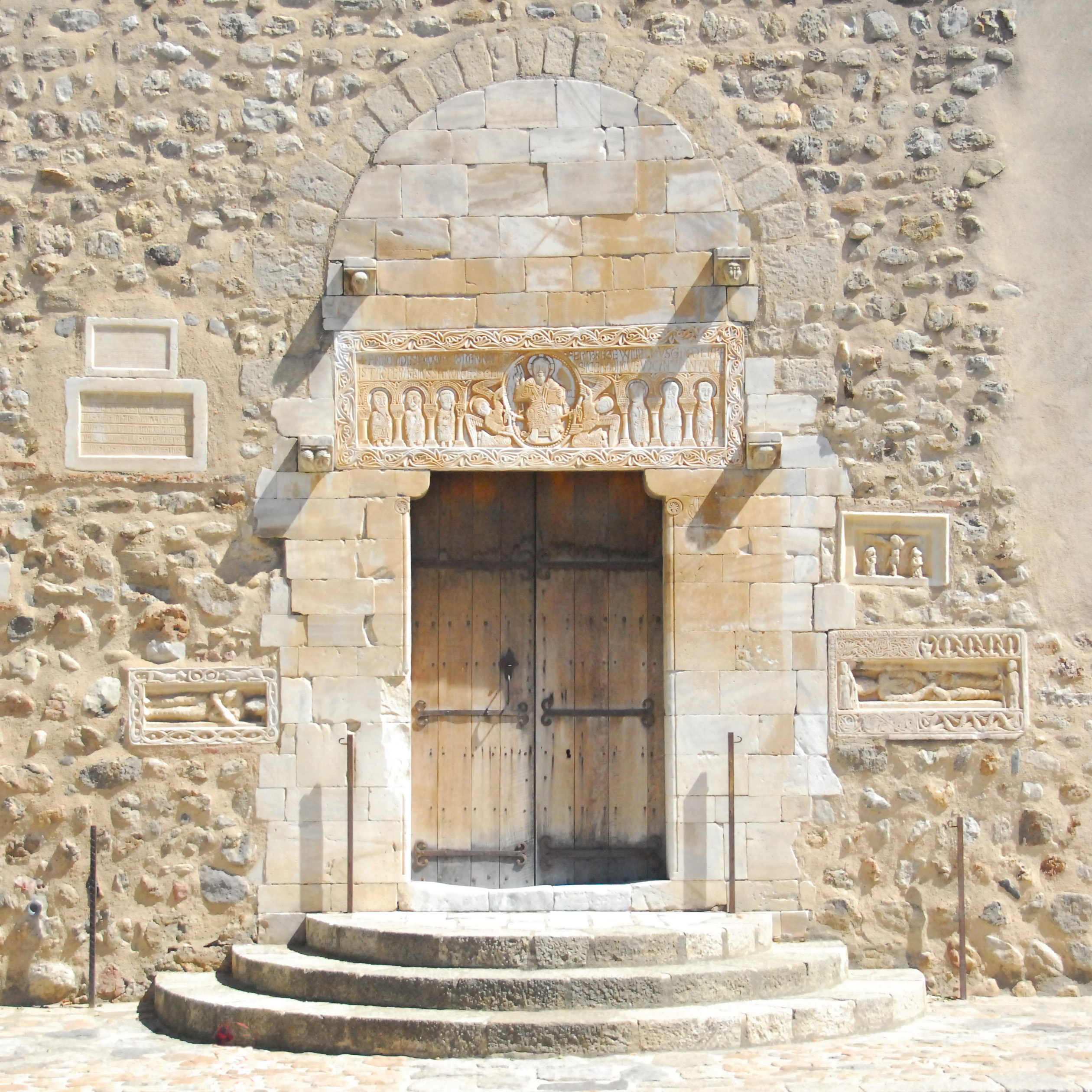
Abtei St-Génis-des-Fontaines, Hauptportal mit Türsturz

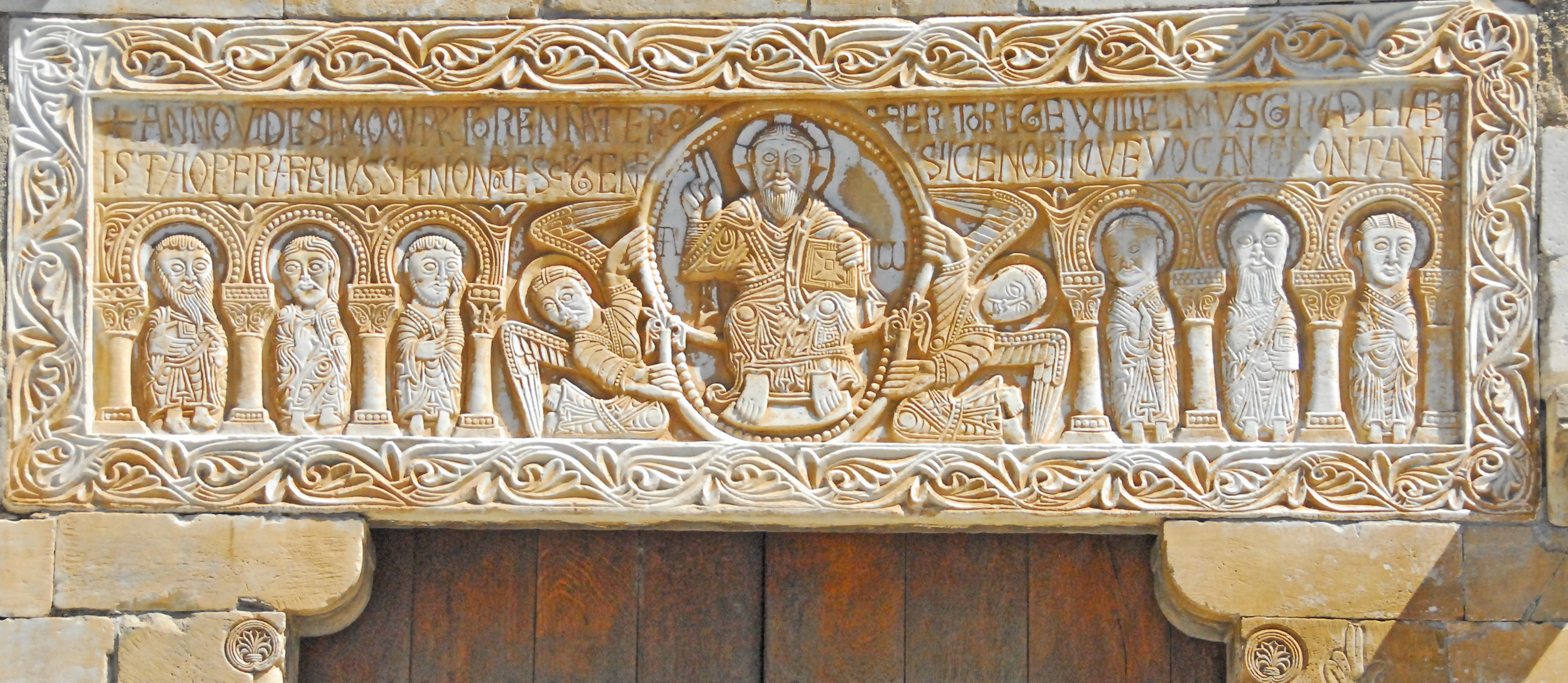
Abtei St-Génis-des-Fontaines, Türsturz

Die Abtei Saint-Génis-des-Fontaines (auf Katalanisch Monestir de Sant Genís de Fontanes) ist ein ehemaliges karolingisches Königskloster bzw. ab dem 11. Jahrhundert eine cluniazensische Benediktinerabtei  in der gleichnamigen französischen Gemeinde Saint-Génis-des-Fontaines in der Region Okzitanien, im Département Pyrénées-Orientales und etwa 15 Kilometer südlich von Perpignan. Der Name Génis geht zurück auf den heiligen Genesius von Rom.
Die Abtei verdankt ihren hohen Bekanntheitsgrad vor allem der Skulptur des Türsturzes ihrer Abteikirche.

## Geschichte
Zwischen Ende des 8. und Anfang des 9. Jahrhunderts, beziehungsweise zwischen 778 (?) und 819, erbaute der lokale Abt Sentimir mit einigen Benediktinermönchen an einem Ort, der „Fontaines“ genannt wurde, am Fuß des Alberes-Massivs ein Kloster, wobei er sich auf eine königliche Urkunde berief. Er wird jedenfalls in einer Urkunde, datiert auf das Jahr 819, als dessen Gründer genannt. Diese Abtei erhielt von Ludwig dem Frommen (778-840), ein Sohn und Nachfolger Karls des Großen, das Immunitätsprivileg und das Recht, seinen Abt frei zu wählen.

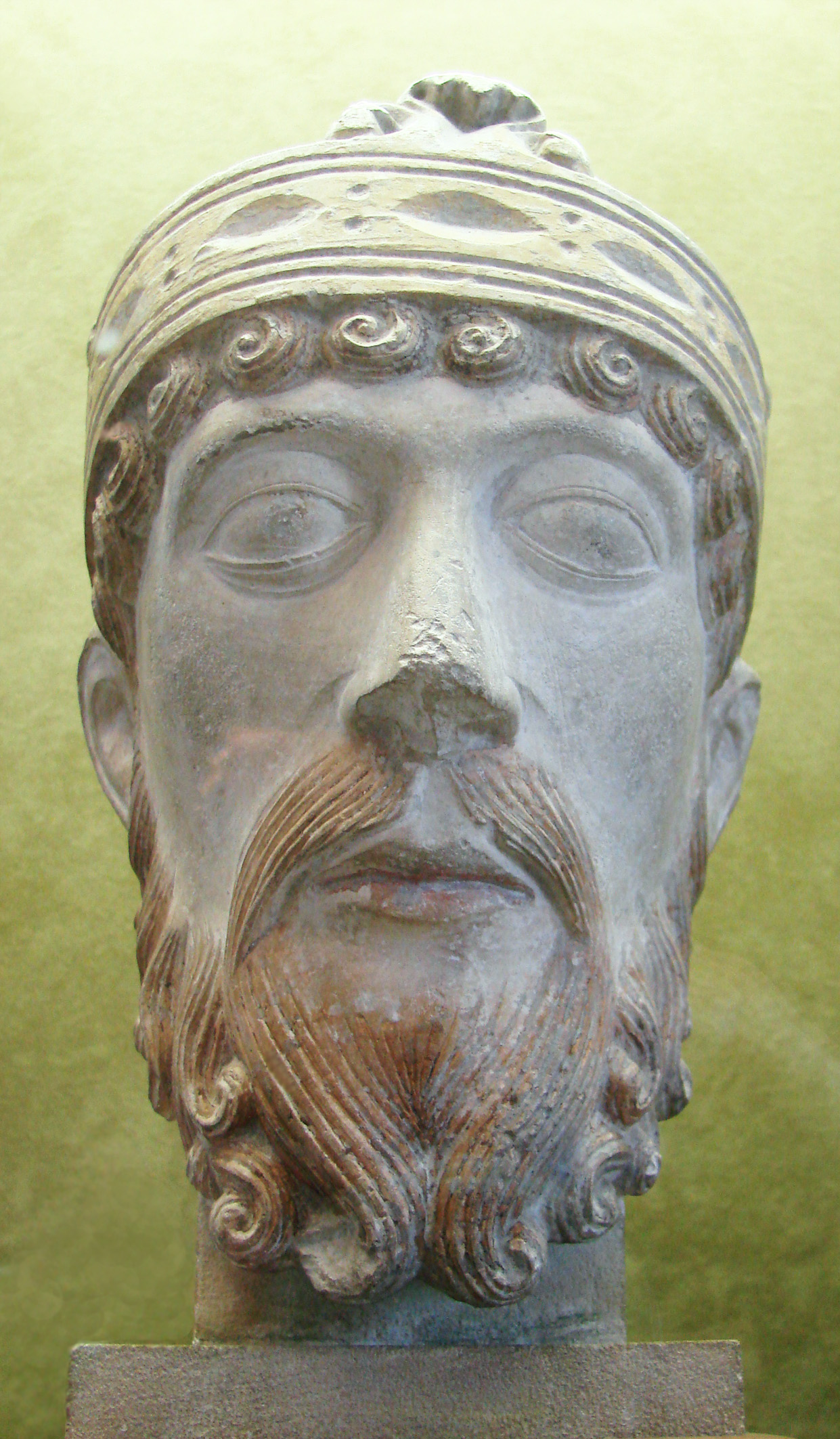
Büste von Lothar

Am 9. Juli 981 verlieh der König Lothar (941-986) der karolingischen Dynastie eine Urkunde, in der die Besitztümer der Abtei bestätigt wurden. Aus diesem Dokument geht auch hervor, dass das einst von „Heiden“, vielleicht von Normannen oder Sarazenen, zerstörte Kloster wiederaufgebaut worden sei, das heißt parallel zur Kirche von Abt Garin (Guarius) in Cuxa.
Unter dem Schutz der Grafen des Roussillon und später des Königs von Aragonien erlebt die Abtei in den folgenden Jahrhunderten einen bemerkenswerten Aufschwung. Im Jahr 1000 fand in der Abtei eine Synode statt.
Die Benediktinerabtei Saint-Génis wurde im Jahr 1088 an die Mutterabtei Cluny angeschlossen,

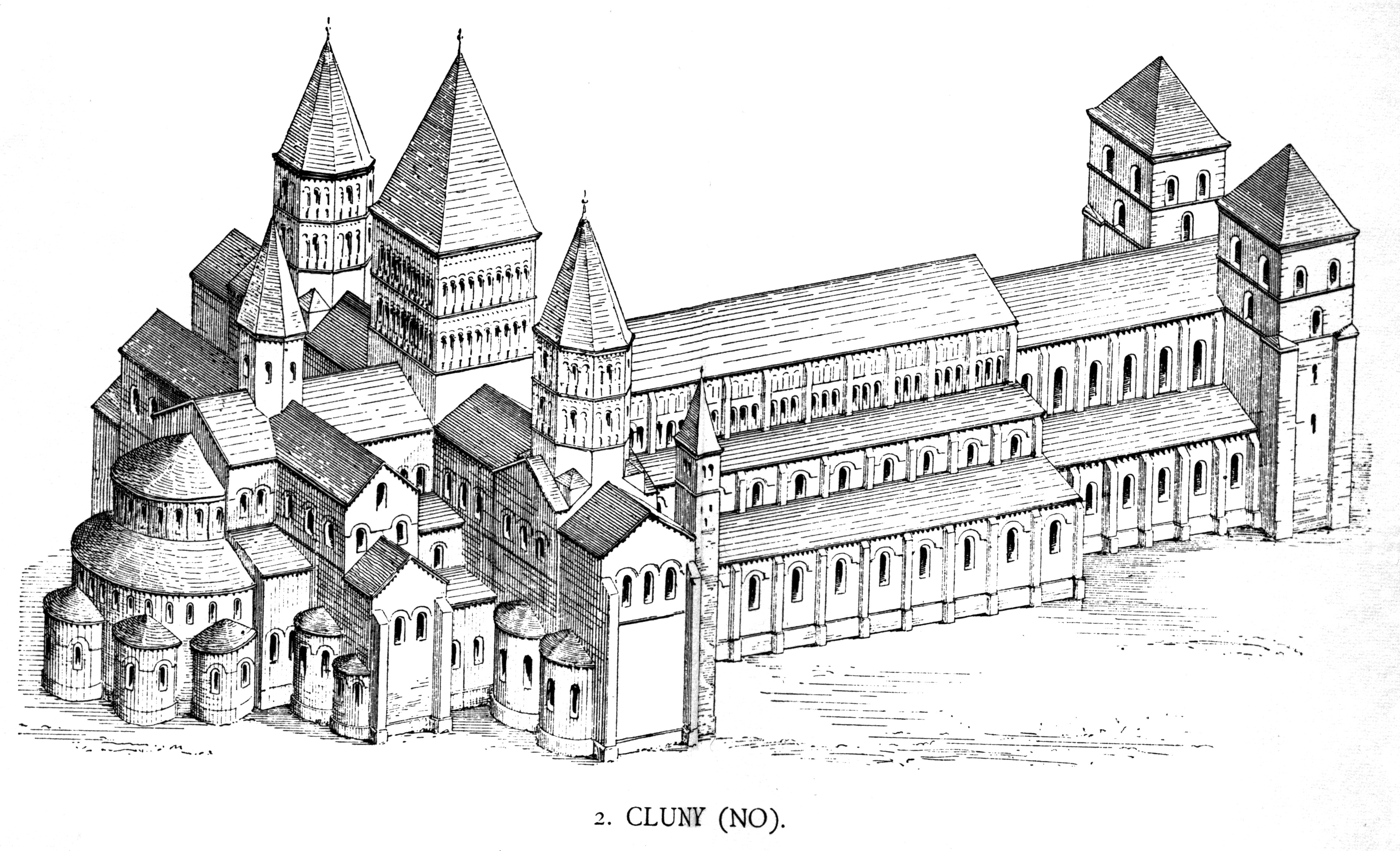
Cluny, Rekonstruktion

Im 12. Jahrhundert wurde die mittlere Chorapsis umgebaut und erhielt dabei eine neue Tonnenwölbung auf Gurtbögen. Der Umbau erstreckte sich auch auf die südliche Apsidiole, deren Eingang und Verbindung zur Chorapsis neu gestaltet wurden. Die ursprünglich mit Holzkonstruktionen überdeckten Schiffe des Lang- und Querhauses wurden erst in der Mitte des 12. Jahrhunderts steinern überwölbt. Dabei hat man das Langhausgewölbe mit drei Gurtbögen auf Pfeilervorlagen unterstützt, die untereinander mit Bögen verbunden wurden, um die Wände zu verstärken. Zu diesen Arbeiten zählt auch eine weitgehende Erneuerung der Fassade und des Portals.
Diese umfangreichen Umbauarbeiten machten eine letzte feierliche Einweihung der Kirche notwendig, die für das Jahr 1153 dokumentiert ist.
Vermutlich erstreckte sich der ursprüngliche Kreuzgang unmittelbar nördlich des Langhauses der Kirche, bevor man ihn in einen Hof umänderte. Im 13. Jahrhundert erbaute man östlich davon einen neuen Kreuzgang, dessen Lage und Dimension mit dem heutigen weitgehend übereinstimmt. Nach einer erhalten gebliebenen Inschrift ist er im Jahr 1271 vollendet worden.
Im späten 15. Jahrhundert vermisste die Klosteranlage allmählich an Bedeutung und wurde schließlich im Jahr 1507 dem Kloster Montserrat angeschlossen. In diesem Jahr besuchte Papst Julius II. die Abtei von Saint-Génis, die damals bereits viele Mönche verloren hatte.
Zur Zeit der französischen Revolution im Jahr 1789 mussten die letzten Mönche das Kloster verlassen.
Die ursprüngliche Abteikirche wurde im Jahr 1846 zur Gemeindekirche Saint-Michel.
Der Kreuzgang des 13. Jahrhunderts ist bis 1913 weitgehend erhalten geblieben, obwohl er unter zwei bis drei Besitzern aufgeteilt war, die darin Wohnungen eingerichtet hatten und Landwirtschaft betrieben.

## Schicksal des Kreuzgangs im 20. Jahrhundert
Als Auftakt zur Auflösung und Zersplitterung des Kreuzgangs wurde 1913 das polygonale Brunnenbecken des Kreuzganghofs verkauft. Ihn sollte man schließlich in dem Teil des Kreuzgangs von Saint-Michel de Cuxa wiederfinden, der im Museum „The Cloisters“ in New-York wiederaufgebaut worden ist.
Doch der Hauptakt dieses Dramas spielte sich erst 1924, als der Antiquitätenhändler Paul Gouvert den gesamten Kreuzgang kaufte, mit Ausnahme der Südostecke, deren zugemauerte Arkaturen das Wohnzimmer seines Eigentümers dekorierte, der sich allerdings dieser Zerstückelung des Kreuzgangs heftig widersetzte.
Gouvert hatte nur gekauft, um alles gewinnbringend weiterzuverkaufen. Es erscheint als Wunder, dass sich unter seinen Händen die Skulpturen von Saint-Genis dermaßen vermehrten, dass er in der Lage war zwei etwas kleinere Kreuzgänge zum Kauf anzubieten, während er gleichzeitig dem Louvre großzügig zwei Arkaden schenkte. Einer der Kreuzgänge wurde vom Philadelphia Museum of Art gekauft, das ihn in eine Art Patio verwandelte. Er umgab einen Garten, in dem das Brunnenbecken von Saint-Michel de Cuxa ausgestellt war. Dieser Kreuzgang schien vollständig zu sein, oder zumindest besaß er als einziger die vier Mittelpfeiler aller Galerien. Der zweite Kreuzgang wurde im Park des Schlosses Les Mesnuls in Montfort-l’Amaury in ein Quadrat von fünf Arkaden auf jeder Seite verwandelt, das heißt insgesamt zwanzig Arkaden mit vierundzwanzig Kapitellen. Als zusätzliche Bereicherung fügte man noch das Marmorportal von Notre-Dame del Vilar hinzu.
Was die Authentizität der Kapitelle und ihrer vier Säulen angeht, ergaben sich erhebliche Probleme. Eine fachkundige Kommission von Archäologen und Vertretern der Denkmalpflege hatte bestätigt, dass die Elemente von Mesnuls bis auf einige Ausnahmen die notwendigen Garantien boten. Es stellte sich das Problem der Rückkehr nach Saint-Genis. Der griechischen Besitzer von Mesnuls erklärten sich 1982 einverstanden, „ihren Kreuzgang“ an den Staat zu verkaufen. Daraufhin wurden Verträge zwischen dem französischen Staat, dem Département Pyrénées-Orientales und der Region Languedoc-Roussillon hinsichtlich der Demontage, des Transfers und des Wiederaufbaus an alter Stelle unterzeichnet. Während der Demontagearbeiten 1983 fand man zur Überraschung aller auf den Steinen Inschriften wieder, die den Setzvermerken entsprachen. Sie bestätigten die Echtheit der einzelnen Teile und erleichterten den richtigen Wiederaufbau. Dieselben Vermerke tauchten 1984 auf den Arkaden im Louvre auf, die ihrerseits demontiert wurden, um an ihren angestammten Platz in Saint-Génis zurückzukehren. Man entschied sich, die im Besitz des Museums von Philadelphia befindlichen Mittelpfeiler durch Kopien zu ersetzen und den abgeflachten Bogen der westlichen Galerie zu rekonstruieren. Anfang 1986 waren zwei der vier Galerien wiederhergestellt. Der Fortgang der Arbeiten wurde aber damals gestoppt, da der Besitzer der südlichen Ecke des Kreuzgangs, der als einziger Teil an Ort und Stelle verblieben war, sich weigerte, die Örtlichkeit freizugeben.
Die Arbeitern der Umsiedlung konnten dann aber doch 1987 abgeschlossen werden
Einige fehlenden Elemente wurden durch neue aus gleichem Stein ersetzt. Die Restaurierung wurde 1994 abgeschlossen.

## Bauwerke

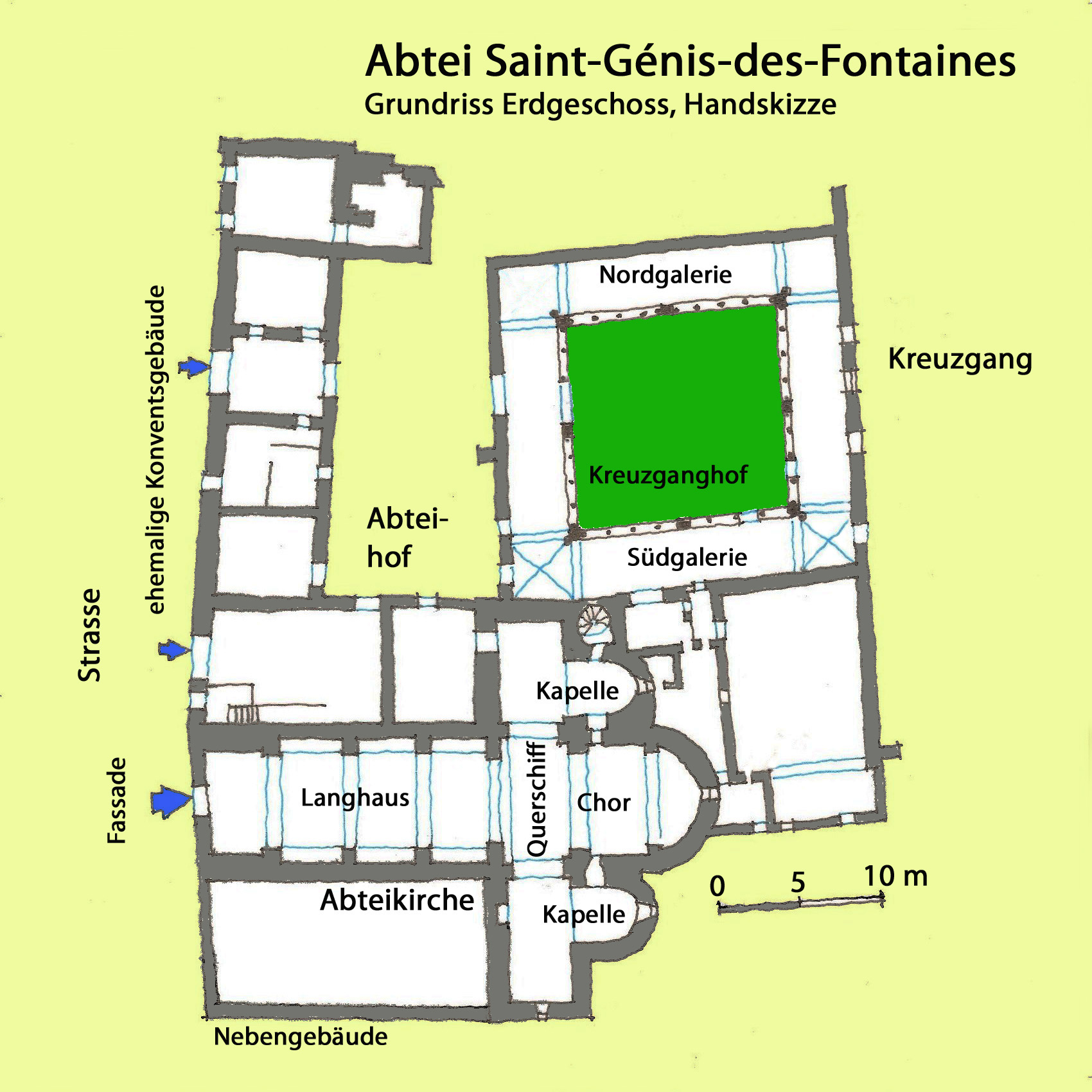
Abtei St-Génis-des-Fontaines, Grundriss, Handskizze

### Abmessungen
Ungefähre Maße aus Grundriss entnommen und hochgerechnet
Abteikirche
- Gesamtlänge außen: 32,00 m
- Querhauslänge außen: 35,55 m
- Langhauslänge innen: 17,00 m
- Hauptschiffbreite innen: 7,70 m
- Langhausbreite außen: 9,30 m
- Querschiffbreite innen: 3,85 m
- Chorbreite innen: 6,60 m
- Chortiefe: 7,70 m

Kreuzgang
- Länge × Breite außen: 22,15 × 21,70 m
- Kreuzganghof Länge × Breite: 12,67 × 12,60 m

### Abteikirche
Die ehemalige Abteikirche Saint Génis und heutige Gemeindekirche Saint-Michel ist relativ klein und lässt darauf schließen, dass die Mönchsgemeinschaft nicht besonders groß war. Das wird auch dadurch belegt, dass im Zuge der umfangreichen Renovierungsarbeiten um die Mitte des 12. Jahrhunderts auf Vergrößerungen der Kirche verzichtet wurde. Man scheint auch nicht an einer zusätzlichen Einnahme von Pilgerspenden interessiert gewesen zu sein, die zu dieser Zeit ihren Höhepunkt erreicht hatten.
Der Grundriss der Kirche erhebt sich über einem lateinischen Kreuz. Das Langhaus ist einschiffig und vierjochig. Die Querschiffarme ragen sehr weit über die Langhauswände hinaus. Der Grundriss des Chorraums besteht aus einem rechteckigen Chorjoch, das von einer halbkreisförmigen Apsis abgeschlossen wird. Das Chorjoch wird auf jeder Seite von einer Querhauskapelle flankiert, aus einem rechteckigen Abschnitt, der von einer halbrunden Apsidiole abgeschlossen wird. Die Grundmauern des Chorhauptes stammen noch vom Vorgängerbau von 981, der noch mit hölzernen Decken- und Dachkonstruktionen überdeckt war. Die steinernen Einwölbungen mit angespitzten Tonnen und halben Kuppelkalotten über den Apsiden und ihren Unterstützungen mit Gurtbögen auf Wandpfeilern oder Pilastern erhielten sie erst um die Mitte des 12. Jahrhunderts. Letzte sind unter den Gewölbeansätzen mit Bögen miteinander verbunden, die die Wände aussteifen. Das Gewölbe des Hauptschiffs ist deutlich stärker angespitzt als die Gurtbögen.
Restaurierungsarbeiten gegen Ende des vergangenen Jahrhunderts haben an einem Pilaster Reste von Malereien entdeckt, und zwar ein merkwürdiges, mit außerordentlicher Fantasie gemaltes Gorgonenhaupt.
Im Kirchenraum befinden sich mehrere barocke Altarretabel und ein hölzernes zentrales Altarbild aus dem 17. Jahrhundert.
Bis auf wenige Ausnahmen wird das Äußere der Kirche rundum von anderen unmittelbar angebauten Gebäuden und Gebäudeteilen verdeckt. Zu den Ausnahmen gehört die Fassade (siehe nächsten Abschnitt) und Teile des Chorhauptes, wie die Chorapsis und die Apsidiole der südlichen Querhauskapelle. Die Apsiden zeigen noch die ältesten Teile des Mauerwerks aus kleinformatigen oft kugelförmigen Feldsteinen im unregelmäßigen Mauerverband und zurückliegender Mörtelverfugung. In ihren Apsisscheiteln öffnet sich je ein kleines schlitzartiges, rundbogiges Fenster. Auf den Seiten des Chorjochs gibt es über den Dächern der Kapellen je ein kleines rundbogiges Fenster, die das Chorjoch belichten.
Das Hauptschiff ist mit einem flach geneigten Satteldach überdeckt und reicht von der Fassadenwand bis zur Westseite des Querhauses, wo es gegen den Glockenturm stößt. Die Querhausarme werden von gleich geneigten Pultdächern überdeckt, die geringfügig höher liegen als Satteldachflächen. Ihre Traufen befinden sich über den Giebelwänden der Querhausarme. Die Apsiden des Chors und der Kapellen sind ebenfalls mit solchen Pultdächern abgedeckt. Die Eindeckungen der Dachflächen der Kirche besteht aus roten Hohlziegeln im römischen Format, auch Mönch-Nonnen-Ziegel genannt.
Über der „Vierung“ ragt ein im Querschnitt fast quadratischer Glockenturm auf, aus einem unteren, deutlich höheren und einem oberen kürzeren Abschnitt. Die Geschosse werden jeweils oberseitig von einem weit ausladenden Kraggesims abgeschlossen. In beiden Geschossen sind auf jeder Turmseite zwei rundbogige Klangarkaden ausgespart, über denen jeweils mit etwas Abstand eine kreisrunde Wandnische eingelassen ist, mit einem Durchmesser, der etwas kleiner ist als die Öffnungsbreite. Lediglich in der Ostwand fehlen im unteren Geschoss die beiden Luken. Das zweite Geschoss wird oberseitig von „Zinnen“ bekrönt, auf jeder Seite drei Stück, deren Seiten in drei Stufen abgetreppt sind. Auf den Turmecken werden die Zinnen von runden Säulen überragt, die mit Helmen in Halbkugelform bedeckt sind.
Ein zweiter Turm mit kleinerem quadratischen Querschnitt und geringerer Höhe steht über einer Spindeltreppe, die in den Winkel zwischen nördlicher Kapelle und dem Querhausarm eingefügt ist. Die Treppe führt aus dem Erdgeschoss hinauf auf die Dächer, als Zugang zum Glockenturm. Er besteht nur aus einem Geschoss mit einem oberen Kraggesims, aber ohne Klangarkaden und Nischen. Er wird mit „Zinnen“ bekrönt, die denen des Glockenturms gleichen. Allerdings fehlen hier die runden Säulen auf den Turmecken. Auf der Nordwand des Turms ragt ein schmales Wandstück auf, in dem sich eine rundbogige Öffnung befindet. Darin hing wohl einst eine kleine Glocke, die frei schwingen konnte. Davon zeugen noch kleine Aussparungen an den Seiten der Öffnung.

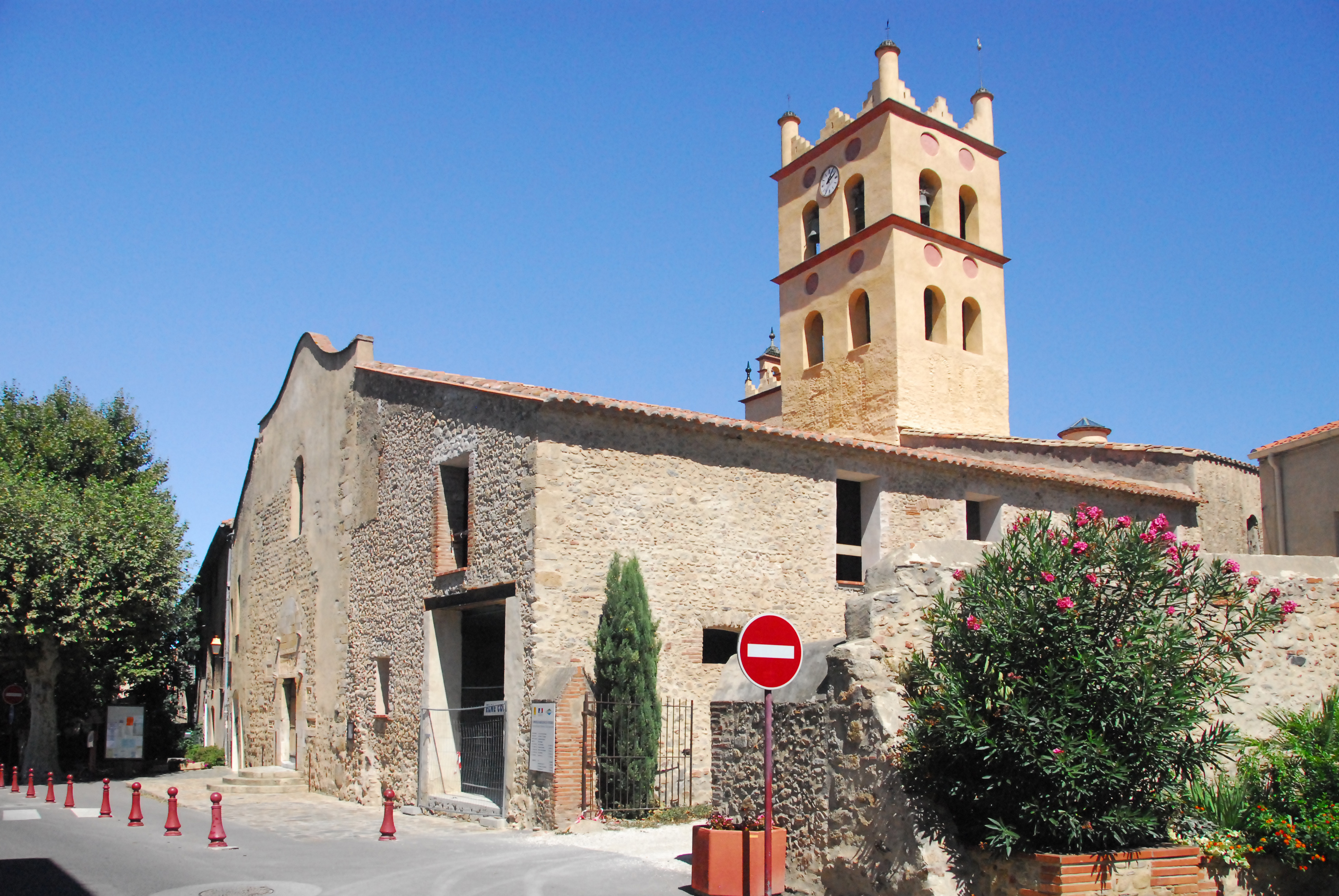
Abtei St-Génis-des-Fontaines, von SW
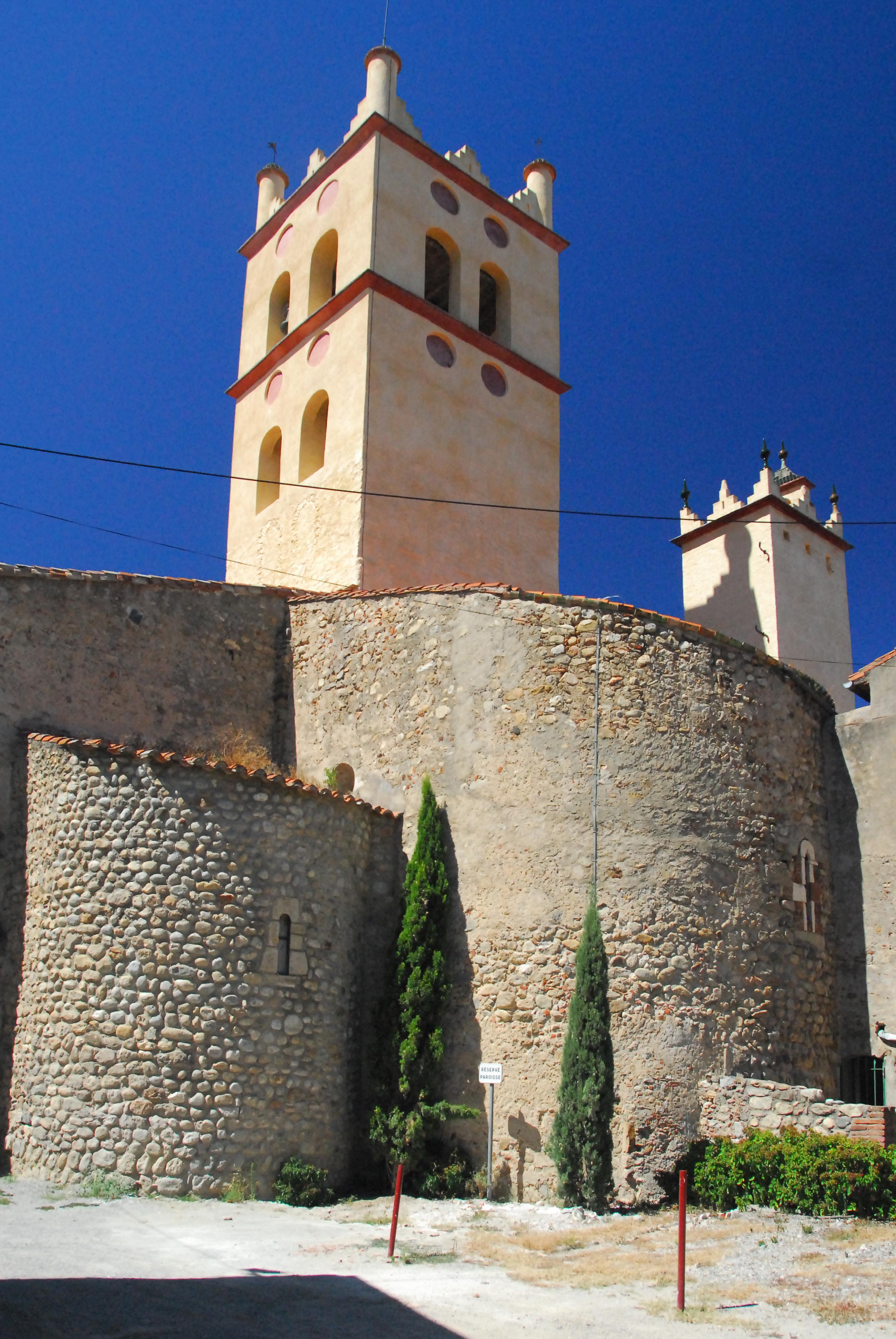
Abtei St-Génis-des-Fontaines, Chorhaupt von SO / Türme
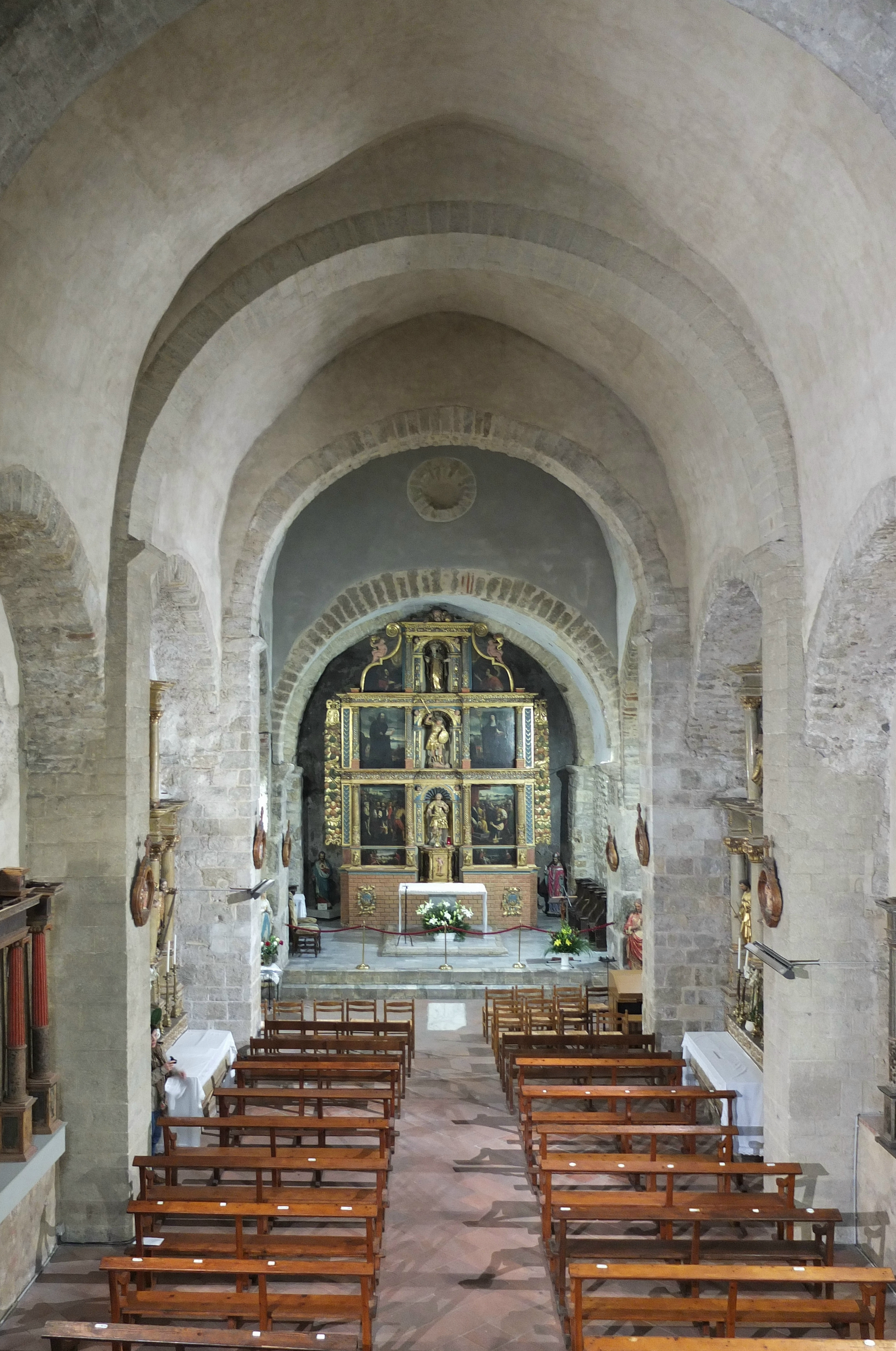
Langhaus zum Chor
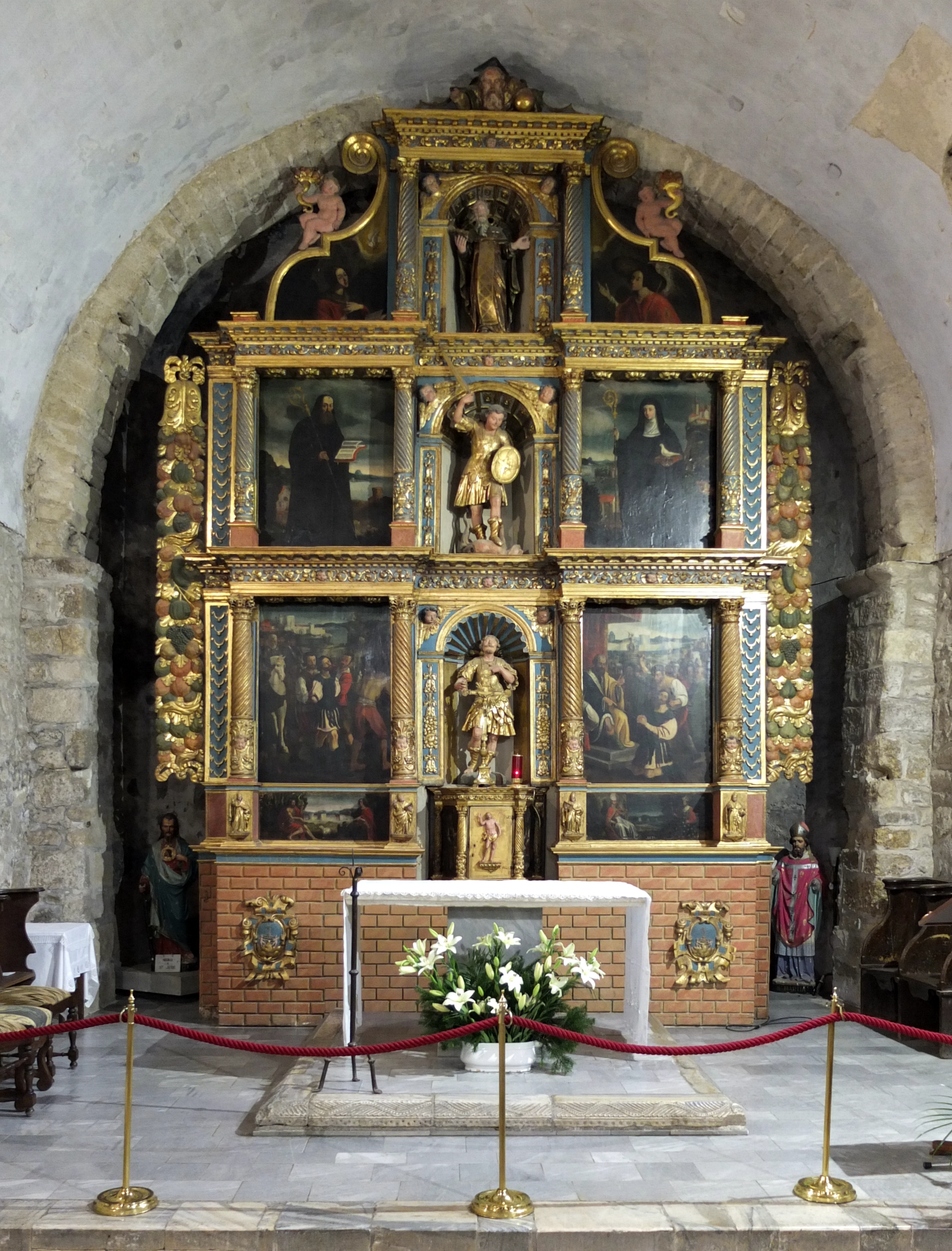
Hauptaltar

### Fassade der Kirche und ihr Hauptportal

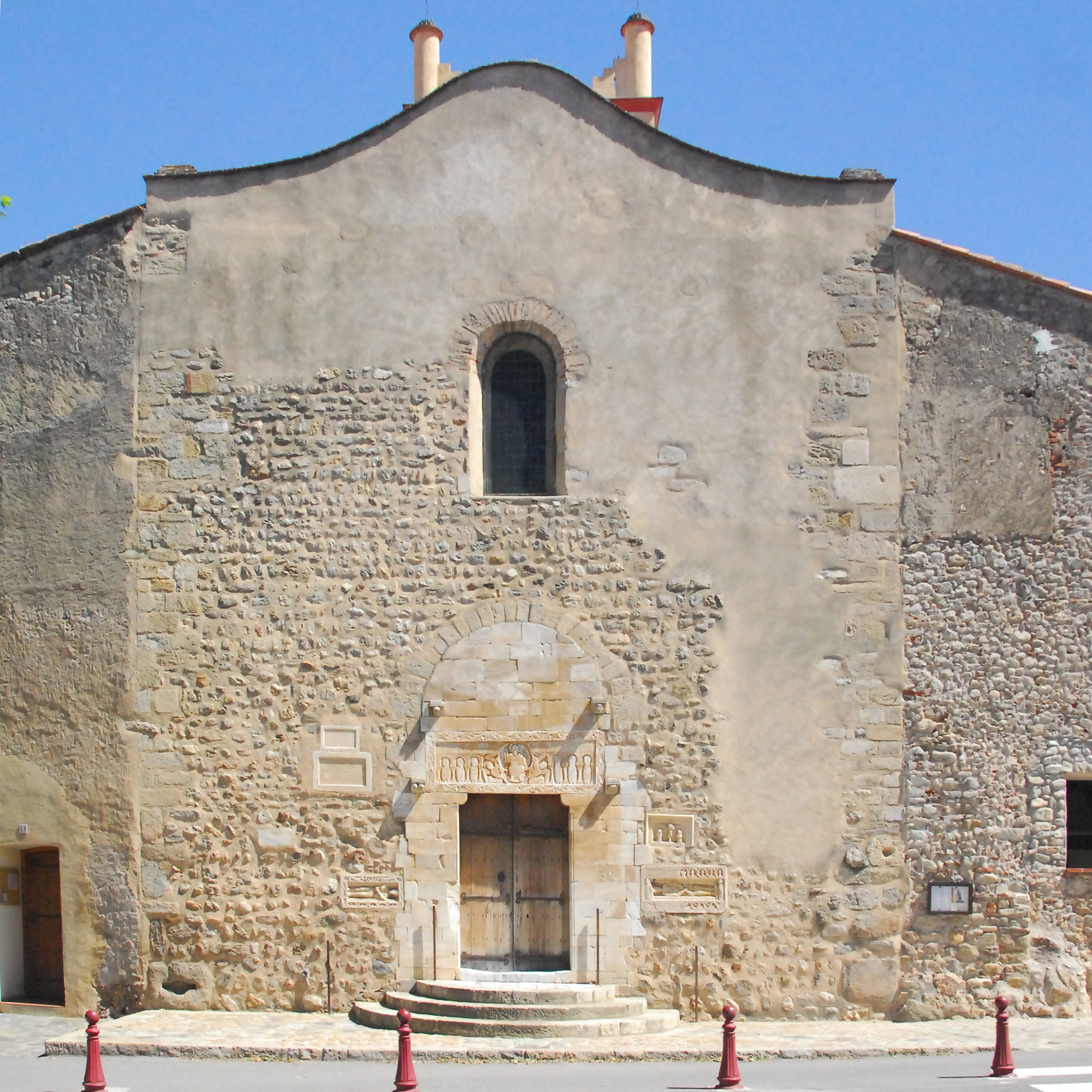
Abtei St-Génis-des-Fontaines, Fassade

Die Fassade der Kirche schließt mit beiden seitlichen Gebäudekanten mit den Nachbargebäuden oberflächenbündig ab. Sie besteht überwiegend aus unbearbeiteten Feldsteinen in mittlerem Format und unregelmäßigen Mauerverband zurückspringend verfugt. Ihre senkrechten Kanten sind aus meist großformatigen Blocksteinen im Wechsel von Läufern und Bindern übereinander geschichtet. Der obere und südliche Bereich der Fassade ist verputzt.
Der Ortgang des Giebels, der das dahinter befindliche leicht geneigte Satteldach verbirgt, ist im First ausgerundet und nach beiden Seiten auswärts geschwungen.
Das zentrale Hauptportal öffnet sich rechteckig und birgt innenseitig eine zweiflügelige Holztür, die an schmiedeeisernen Bändern aufgehängt ist. Vor ihr führt eine dreistufige halbkreisförmige Treppe hinauf zum Niveau des Kirchenbodens. Ihr folgt zwischen den Laibungen noch eine Schwelle. Die Türöffnung wird beidseitig flankiert von etwa einen Meter breiten Pfosten von Mauerwerk aus großformatigen glatten Werksteinquadern ohne Mörtelfugen. Die äußeren Kanten dieser Mauerwerks enden schichtenweise wechseln als Verzahnung, die den Verbund mit den kleinformatigen Steinen der Wand herstellt.
Die senkrechten Laibungskanten des Portals sind viertelkreisförmig abgerundet. Die letzte Steinschicht unter dem Sturzbalken kragt beidseitig ein kurzes Stück über die Laibung in ganzer Laibungsbreite in die Türöffnung hinein. Die oberen Enden der gerundeten Laibungskanten stoßen unter diese Kragsteine und zeigen auf der Außenseite je ein kreisrundes Medaillon, das mit einer gespreizten Palmette dekoriert ist.
Der die Portalöffnung oberseitig begrenzende Sturzbalken (siehe späteren Abschnitt) erstreckt sich außenseitig über ein lang gestrecktes Rechteck, das an beiden Seiten etwa einen halben Meter auf den vorgenannte Kragsteinen oberflächenbündig aufliegt. Das seitliche Werksteinmauerwerk reicht seitlich des Sturzes noch bis zu dessen Oberkante. Oben auf dem Sturzbalken ragt oberflächenbündig ein halbkreisförmiges Tympanon auf, aus glatten großformatigen Werksteinquadern und ohne Mörtelfugen. Beidseitig überragt das Bogenfeld den Sturzbalken um wenige Zentimeter. Es wird oberflächenbündig umschlossen von einem Bogen aus glatten Keilsteinen, über denen unmittelbar das Mauerwerk der Fassade folgt.
Neben dem berühmten Sturzbalken begleiten noch einige andere Skulpturen und Reliefs das Portal. Dabei handelt es sich überwiegend um Epitaphe, die im Gegensatz zu Grabmalen nicht an der Grabstätte errichtet sind.

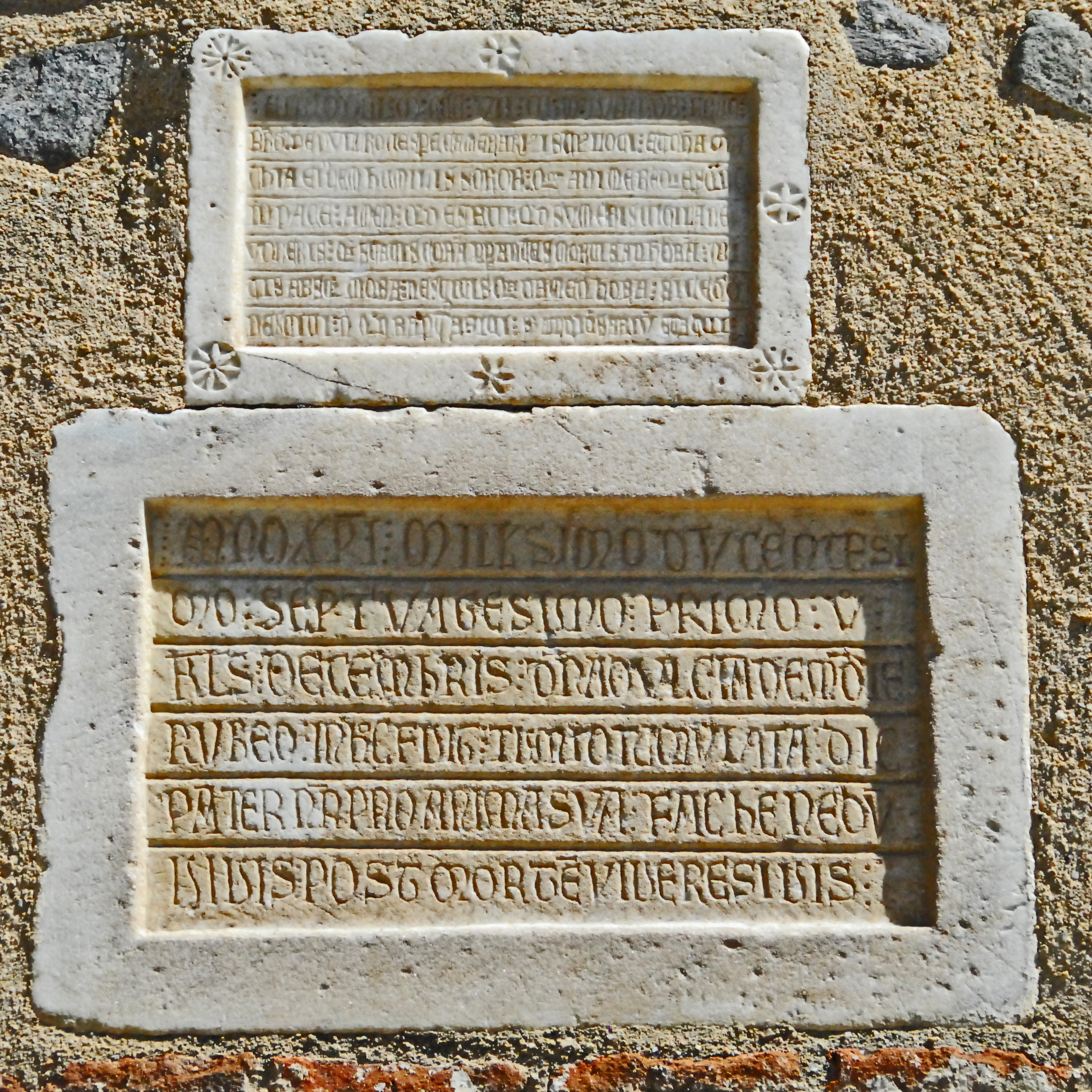
Epitaphe, links
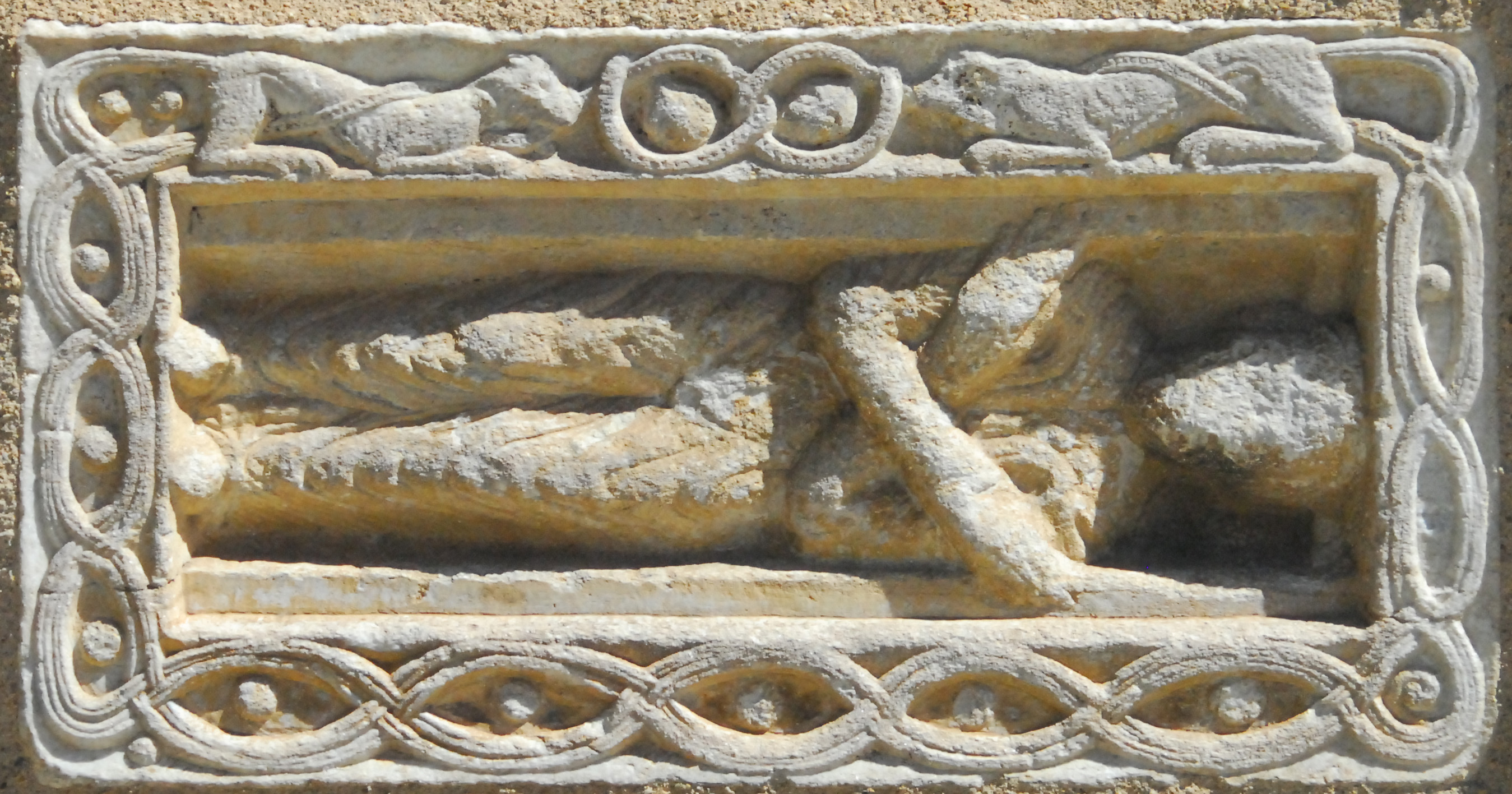
Epitaph, links
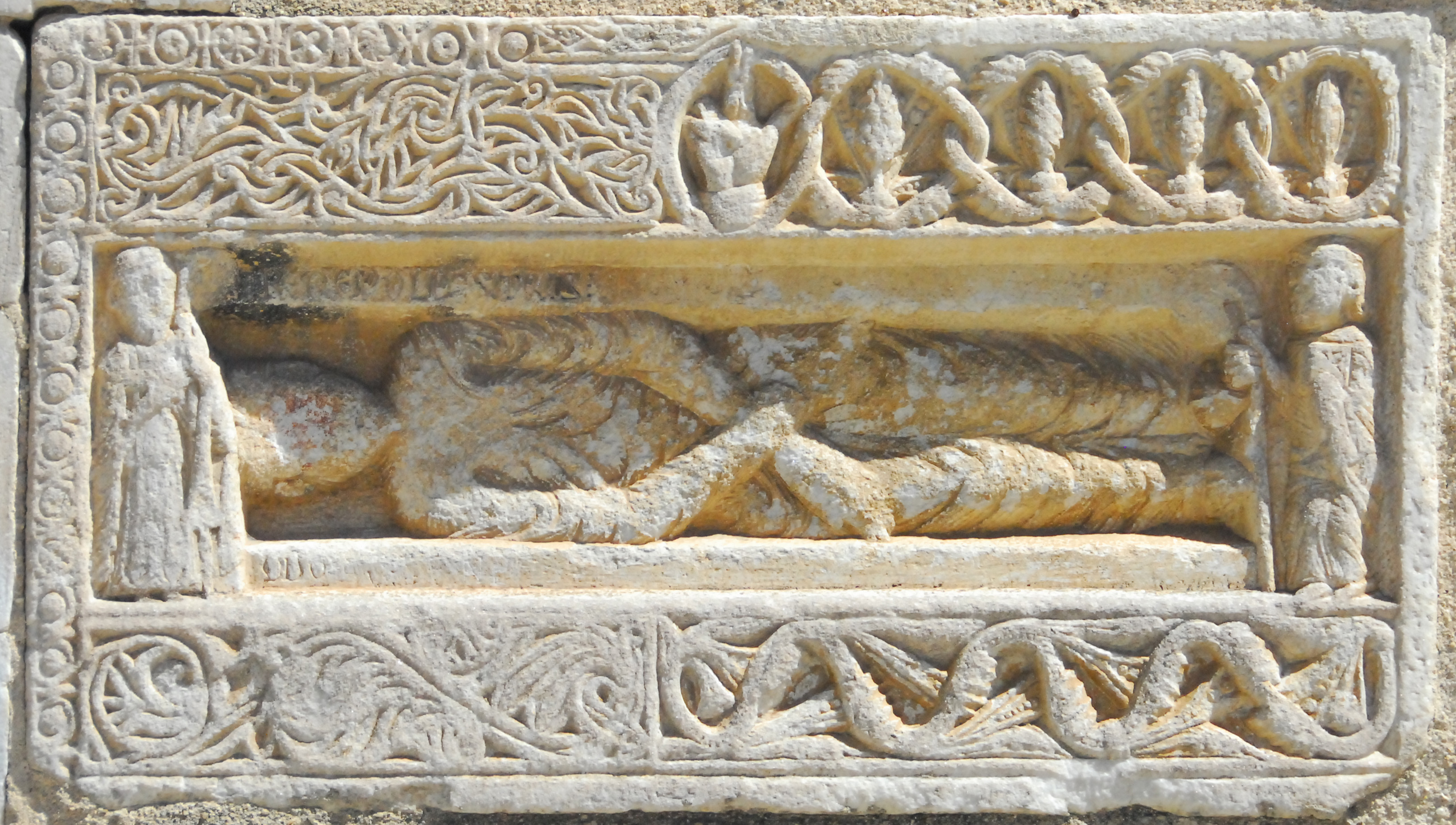
Epitaph, rechts
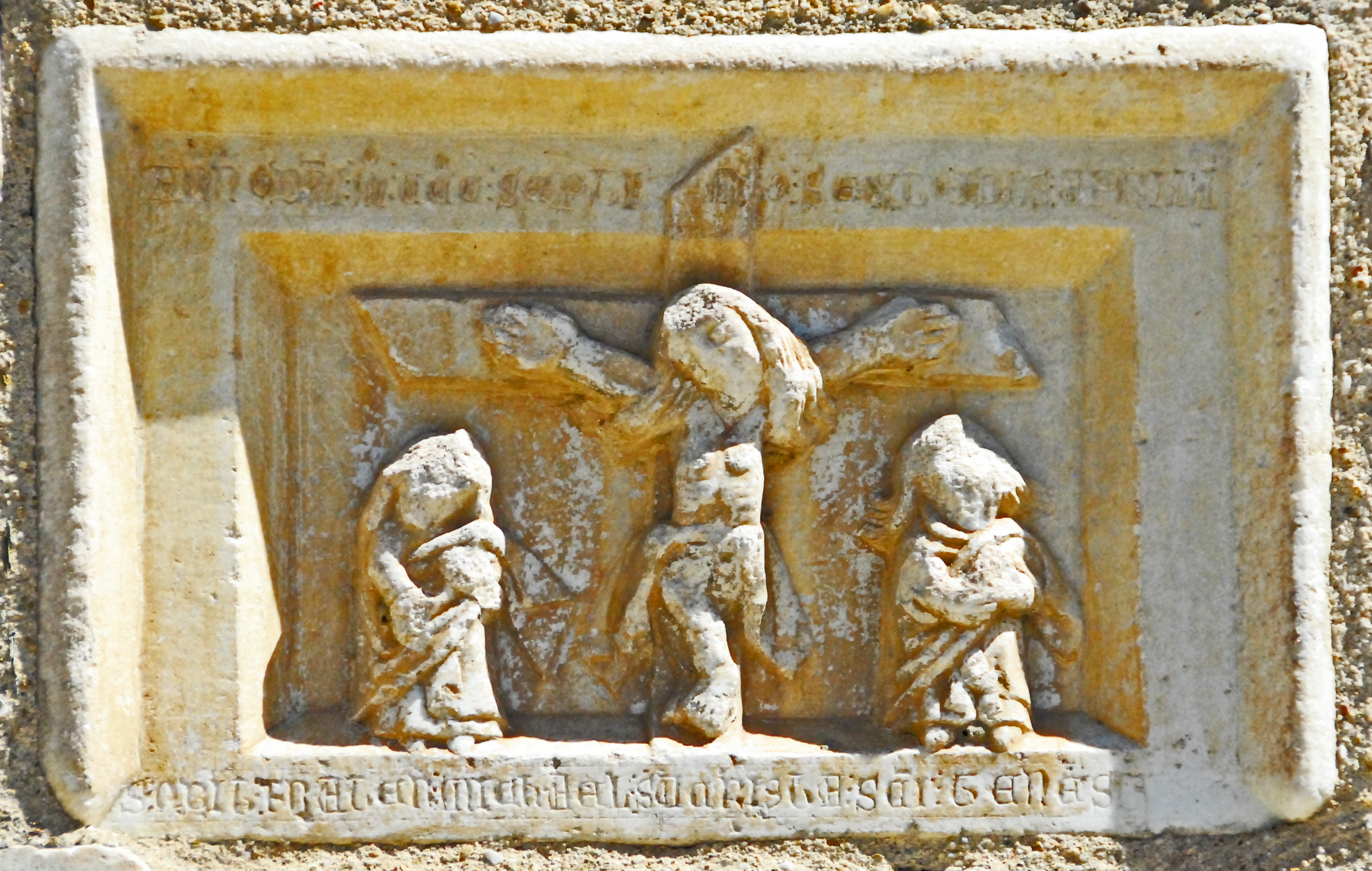
Epitaph, rechts

Linke Portalseite
- Epitaph des Klosterbruders Berenguer, gestorben am 6. Juni 1307, und seiner Schwester Mathia.
- Epitaph von Dulce de Mont-Roig, gestorben am 5. Dezember 1271.
- Epitaph ohne Inschrift mit einer Liegefigur, deren Arme auf der Brust verschränkt sind.

Rechte Portalseite
- Epitaph des Klosterbruders Miguel Mesner, von 1271 bis 1281, gestorben am 6. April 1307.
- Epitaph von Ramon de Pollestres mit nicht mehr lesbarer Inschrift.

Oberhalb des Portals
Hier sind insgesamt vier quadratische Kragsteine eingelassen, zwei seitlich des Sturzbalkens, in Höhe dessen Unterkante und zwei in der zweiten Mauerschicht über dem Sturzbalken, über dessen Enden. Drei sind mit verschiedenen menschlichen Köpfen skulptiert, eine vierte könnte eine Affenmaske darstellen. Sie stammen aus dem 12. Jahrhundert.

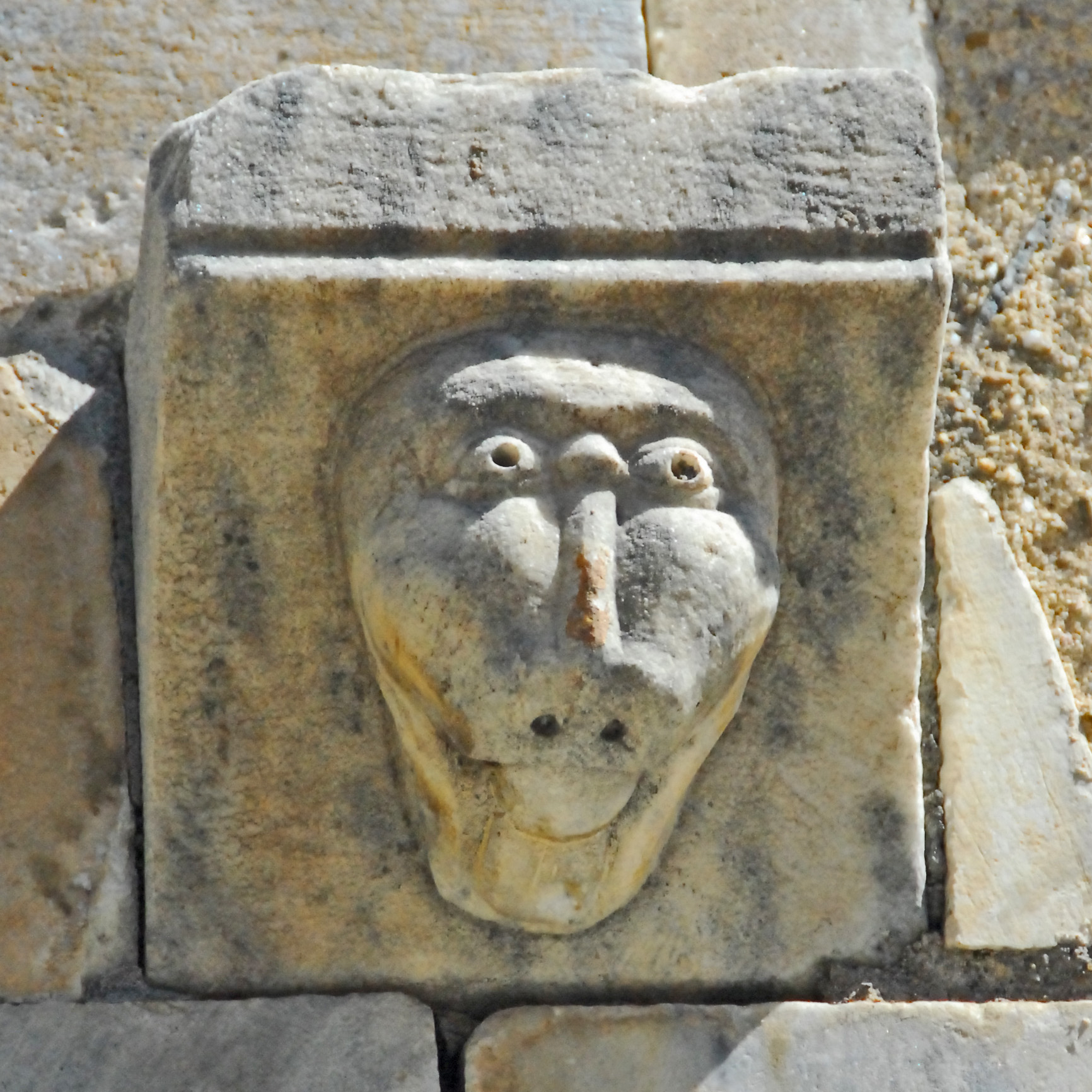
Portalskulptur, Affenmaske (?)
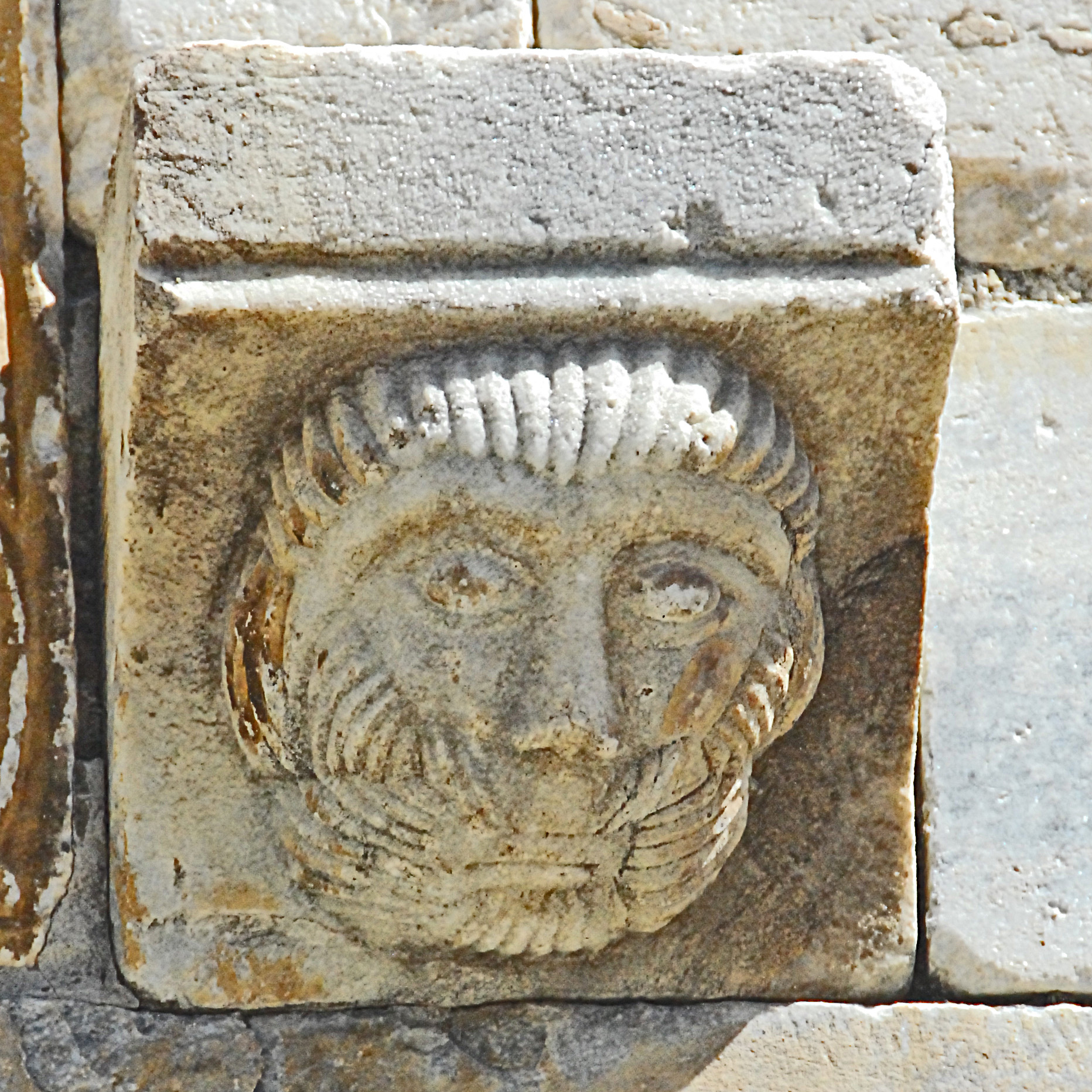
Portalskulptur, Kopf eines Mannes
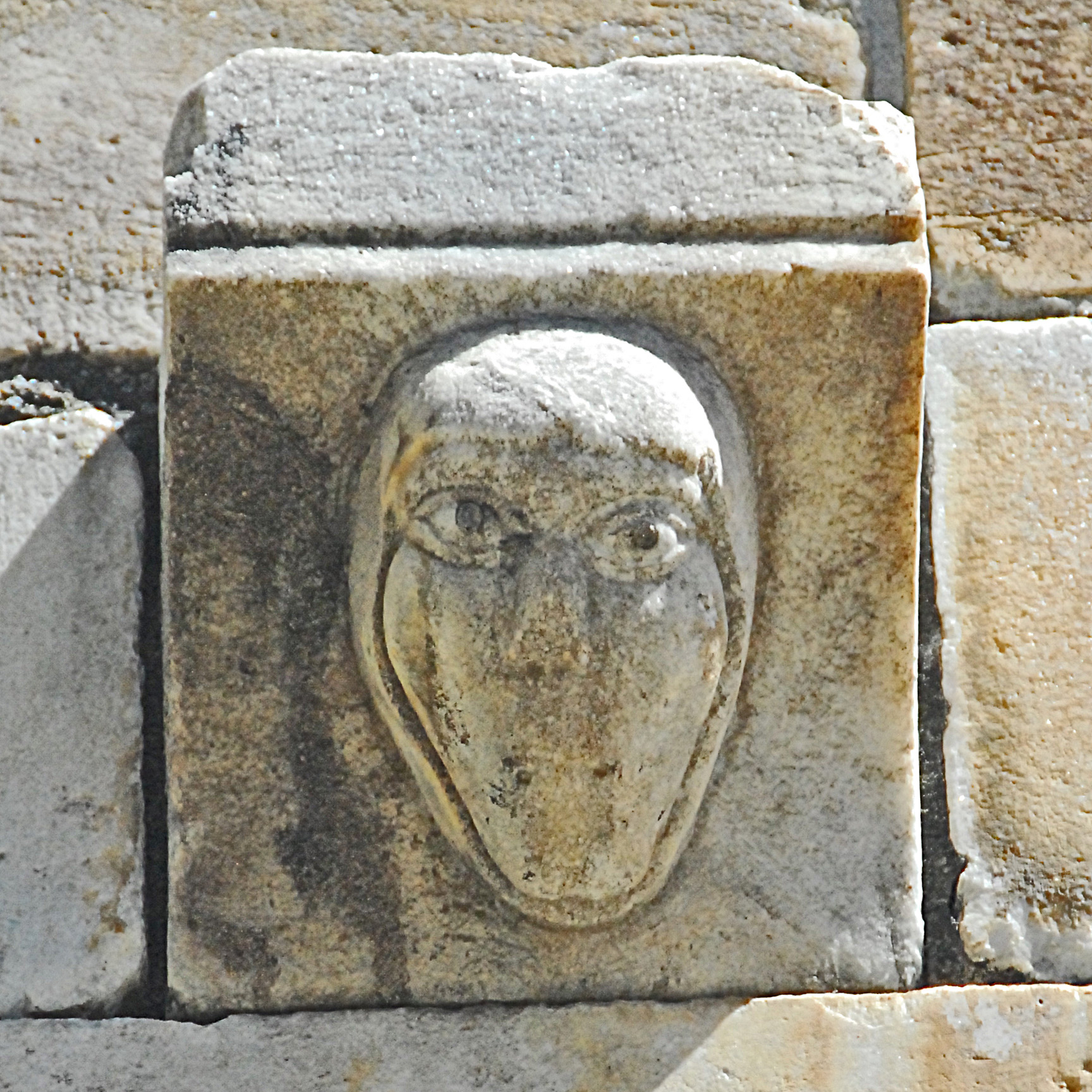
Portalskulptur, Kopf einer Frau
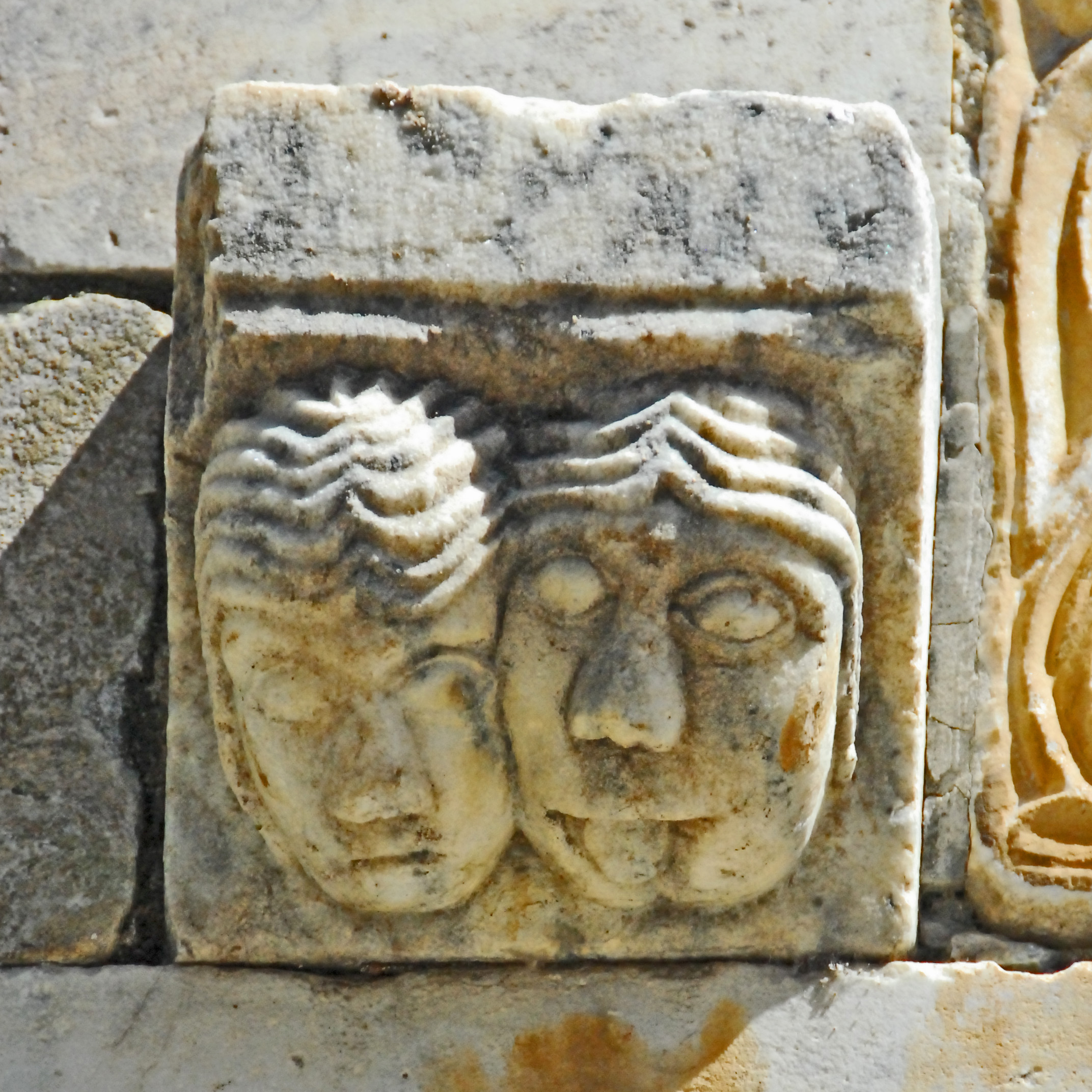
Portalskulptur, Köpfe eines Paares

Ein Stück über dem Tympanon ist ein mittelgroßes rundbogiges Fenster ausgespart, die Hauptbelichtung des ganzen Schiffs.

### Sturzbalken des Hauptportals der Kirche

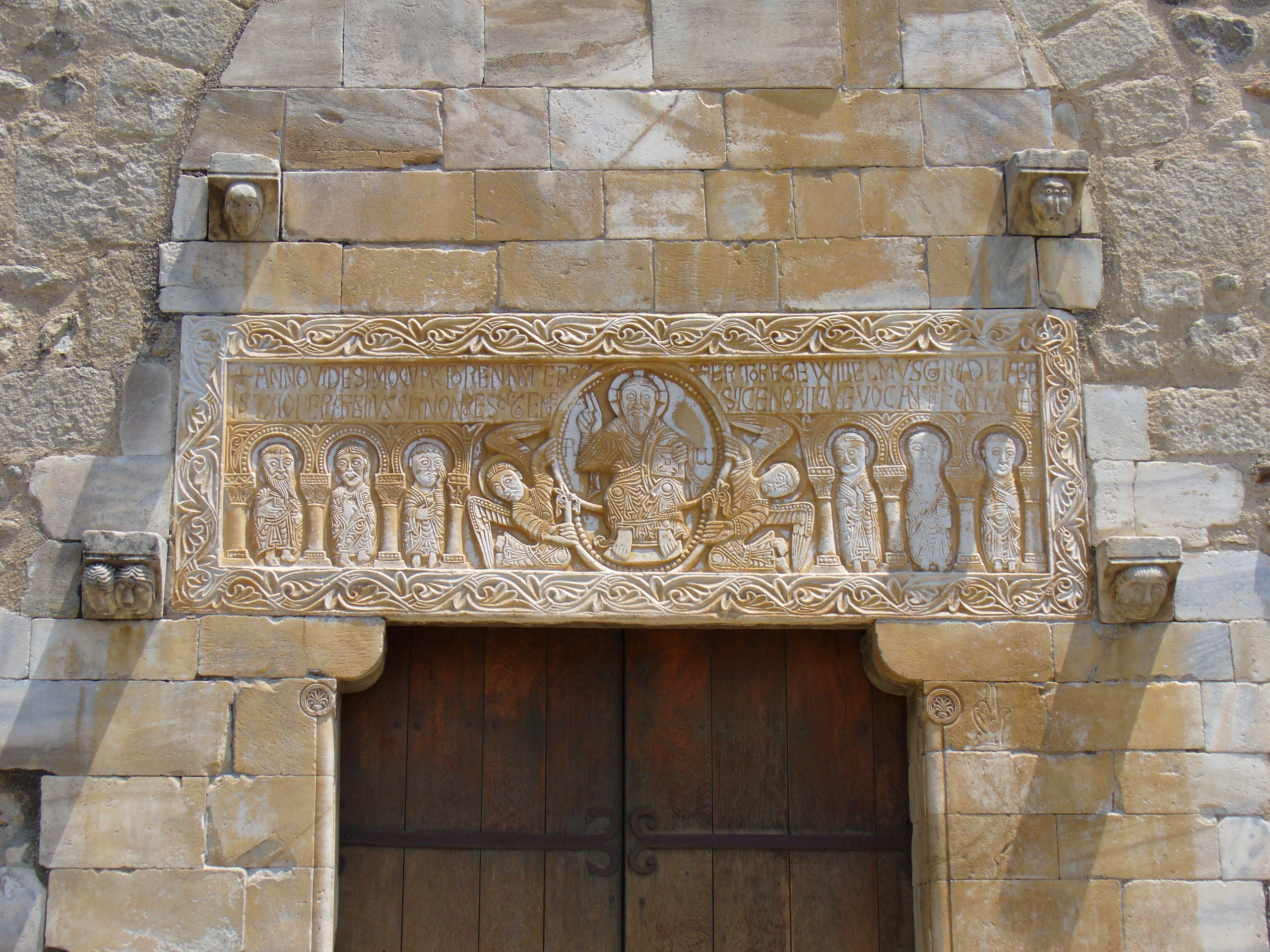
Abtei St-Génis-des-Fomtaines, Sturzbalken (Anfang 11. Jahrhundert)

Das Figurenrelief aus weißem Marmor, das am Portal der Kirche von Saint-Génis-des-Fontaines auf dem Sturzbalken befindet, ist schon seit langem berühmt, vor allem, weil es datiert ist. Das eingemeißelte Entstehungsdatum ermöglicht die genaue historische Einordnung dieses Kunstwerks.
Die lateinische Inschrift aus Majuskeln zwischen dem oberen Rahmen und den Figuren weist darauf hin, dass das Werk im vierundzwanzigsten Jahr der Regentschaft König Roberts auf Anweisung des Abtes Guillaume des Klosters Saint-Génis geschaffen wurde.
+ANNO VIDESIMO QVARTO RENNA[N]TE ROTBERTO REGE WILLELMVS GRA[TIA] DEI ABA/ISTA POERA FIERI IVSSIT IN ONORE S[AN]C[T]I GENESI QVE VOCANT FONTANAS.
„Im vierundzwanzigsten Jahr der Regentschaft des Königs Robert befahl Guillaume, Abt von Gottes Gnaden, dass dieses Werk geschaffen werde zu Ehren des heiligen Genis (Genesius), genannt ‚von den Quellen‘“.
Bei dem hier erwähnten König handelt es sich um einen Kapetinger Robert den Frommen. In dieser Epoche mischten sich die französischen Könige zwar nicht mehr in die inneren Angelegenheiten des Roussillon ein, sind jedoch immer noch dessen legitime Herrscher, und die offiziellen Urkunden werden nach den Jahren ihrer Herrschaft datiert. Da Hugo Capet, der Vater Roberts, am 24. Oktober 996 gestorben war, begann das 24. Jahr der Regentschaft seines Nachfolgers im Oktober 1019 und endete im Oktober 1020. Der Türsturz wurde dementsprechend im frühen 11. Jahrhundert geschaffen.

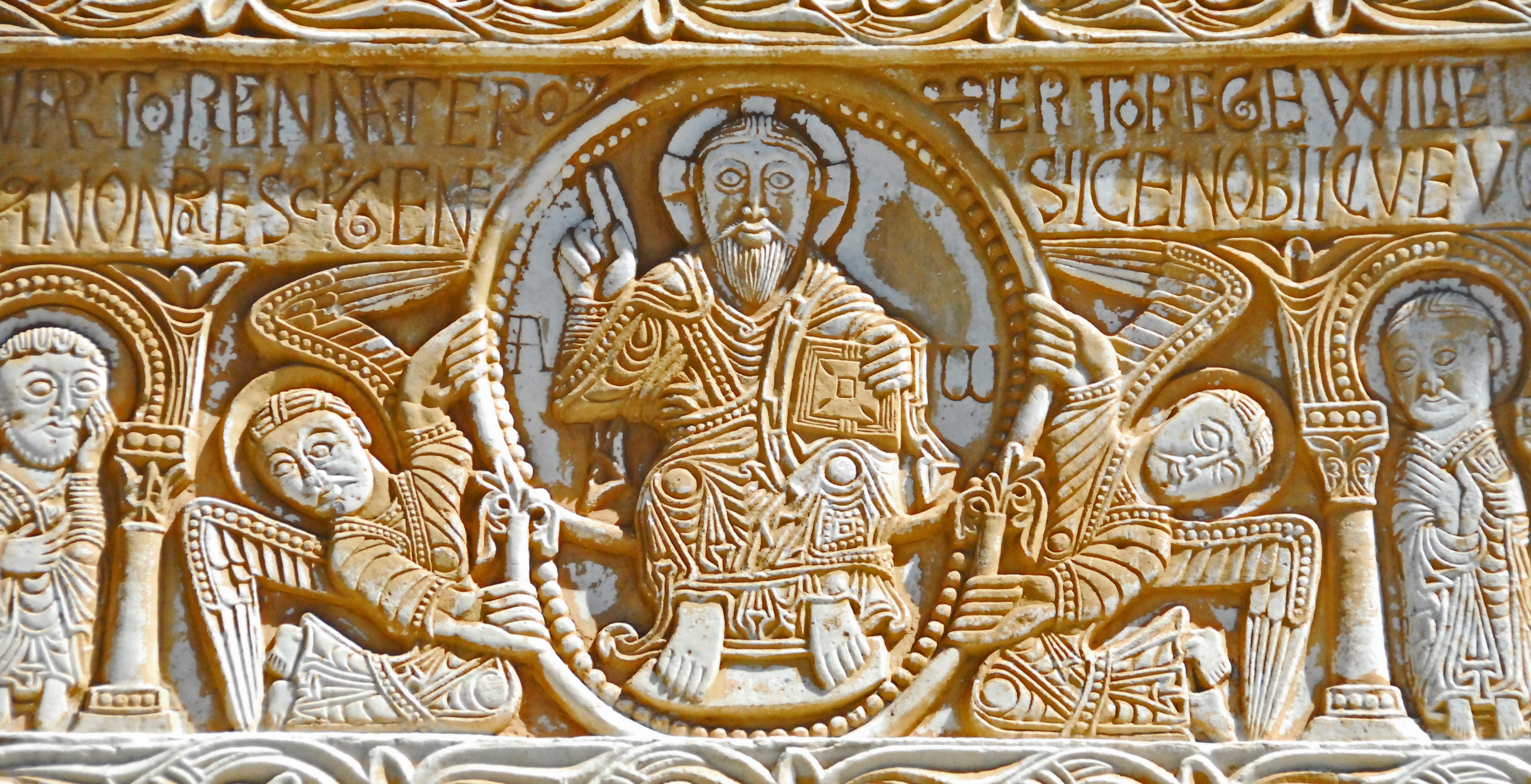
Abtei St-Génis-des-Fontaines, Sturzbalken, Theophanie, Mitte

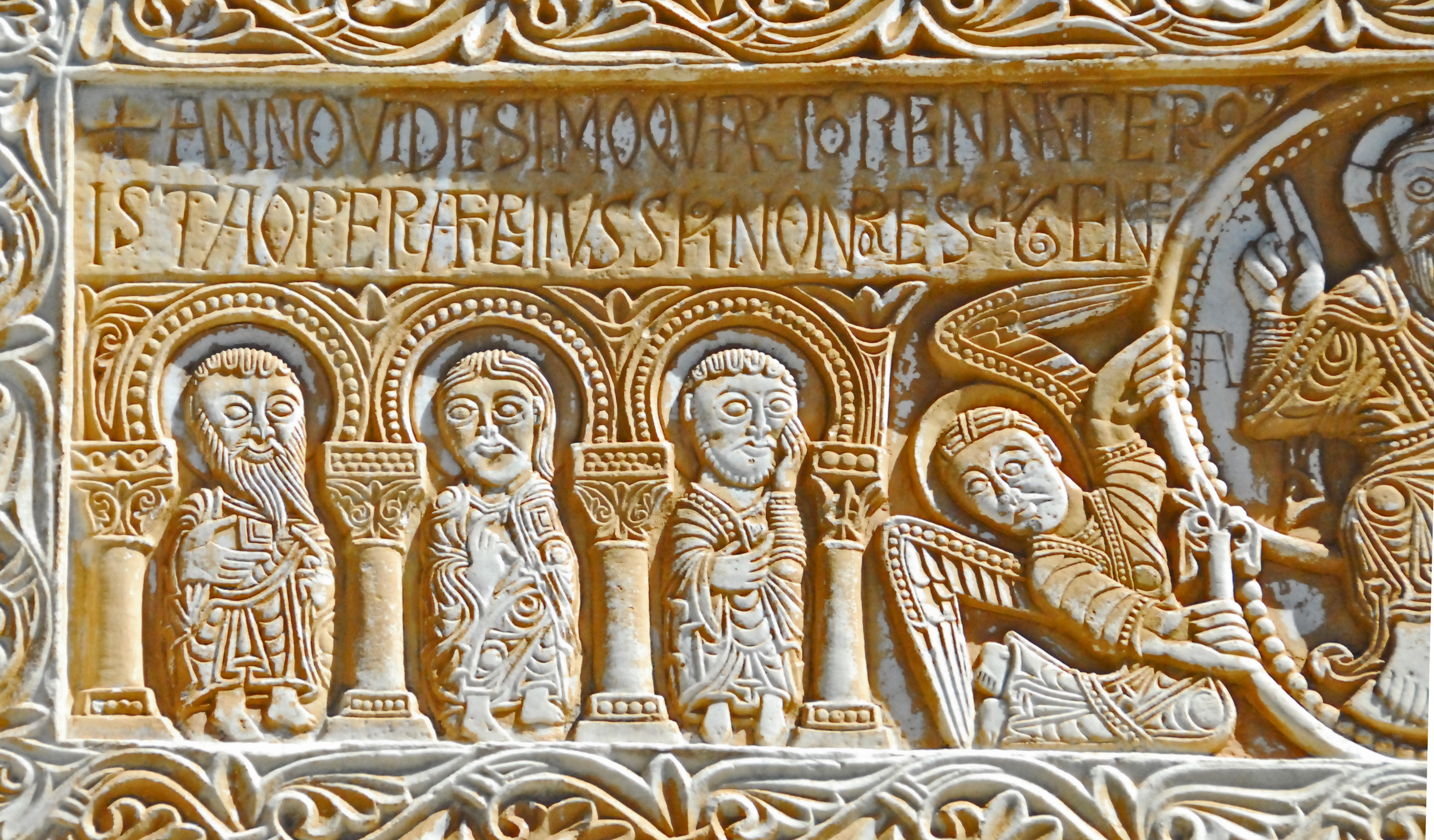
Abtei St-Génis-des-Fontaines, Sturzbalken, Theophanie, links der Mitte

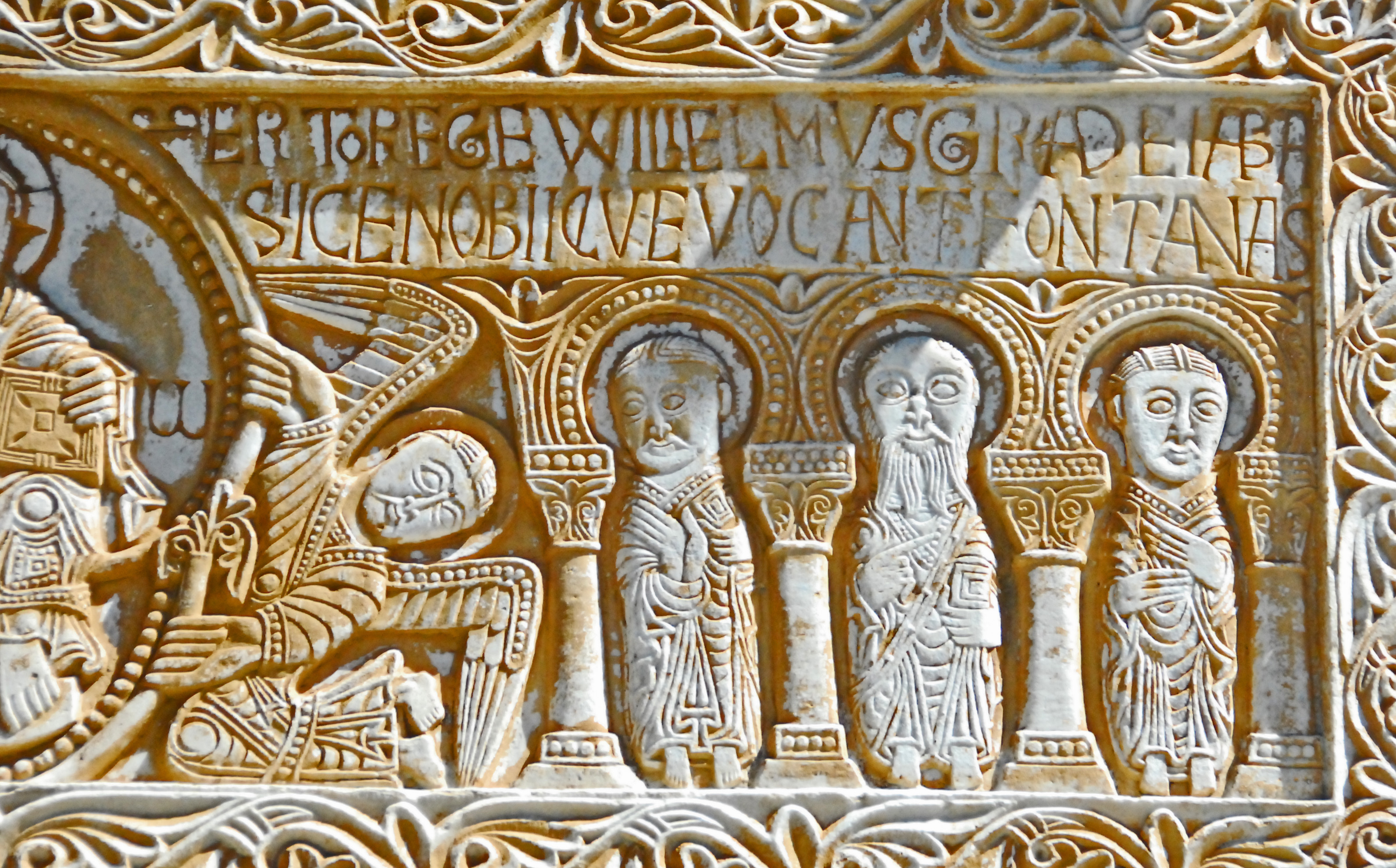
Abtei St-Génis-des-Fontaines, Sturzbalken, Theophanie, rechts der Mitte

Unterhalb der Inschrift ist über die ganze Länge des Türsturzes hinweg eine Theophanie (Gotteserscheinung) dargestellt. Christus thront in der Mitte, gerahmt von einer perlstabgerahmten Glorie in der Form eines aus zwei ungleichen Kurven gebildeten, gestauchten Ovals. Diese vieldeutige Darstellung war Gegenstand einer wissenschaftlichen Studie von Walter W. Cook.
Die Glorie vereinigt in sich die orientalische Mandorla, die den Thron mit übernatürlichem Glanz umgibt, und den Himmelsbogen aus der hellenistischen und römischen Tradition, auf dem Gott thront. Dieser spricht bei Jesaja (66,1): „Der Himmel ist mein Thron und die Erde der Schemel meiner Füße“. Die Stelle wird wieder aufgenommen bei Matthäus 5,34-35 und in der Apostelgeschichte. Die Künstler hatten sich von dieser Bibelstelle dahingehend inspirieren lassen, dass sie einen Typus der Majestas Domini aus drei Kreisen schufen: einen für die Welt, den Fußschemel des Herrn; einen für den Himmel, den Thron seiner Macht und schließlich die Mandorla als Manifestation seiner Herrlichkeit. Der Bildhauer von Saint Génis hingegen hat es vorgezogen, den Schemel realistisch darzustellen, und interpretiert die beiden anderen Kreise recht ungenau. Christus sitzt hier nicht auf dem Himmelskreis, sondern auf dem unteren Teil der Mandorla. Der Künstler interpretiert die beiden Kreise als eine einzige Mandorla, die von zwei knienden Engeln mit ausgebreiteten Flügeln gehalten wird.
Die zentrale Darstellung wird begleitet von hufeisenförmigen Arkaden, die mit Perlen geschmückt sind und auf Kapitellen mit Blütenschmuck ruhen. Auf jeder Seite sind drei Apostel in diesen Arkaden eingestellt. Es ist zu vermuten, dass eigentlich das gesamte apostolische Kollegium dargestellt werden sollte. Der beschränkt zur Verfügung stehende Platz zwang den Künstler sich auf sechs Figuren zu beschränken. Ein jeder hält ein Buch in der Hand. Auf der Rechten von Christus erkennt man Petrus an seinem Haarkranz und seinem kurzen Bart. Auf der anderen Seite steht in der Mitte Paulus mit seiner Glatze und langem Bart.
Jean Fournée hatte betont, dass sich diese Ikonographie von frühchristlichen Darstellungen der Himmelfahrt herleitet, bei denen Christus auf dem Thron nicht aus eigener Kraft gen Himmel fährt, sondern von Engeln, die seine Glorie tragen, emporgehoben wird. Dieser Typus erscheint vor allem auf den berühmten Gefäßen von Monza (Italien). In ihnen wurde das geweihte Öl aufbewahrt, das die Gläubigen sich im 6. Jahrhundert von den heiligen Stätten Jerusalems und der Umgebung (Bethlehem) besorgten. In ihrem Bildschmuck haben diese Gefäße also auch ikonographische Motive aus Palästina verbreitet. In Saint-Génis verbinden die beiden griechischen Buchstaben Alpha und Omega, die Christus flankieren, die Vorstellung seiner Himmelfahrt mit seiner Rückkehr am Tage des Jüngsten Gerichts. Diese Doppelbedeutung stimmt mit den Angaben der Apostelgeschichte (1,11) überein. Dort werden zwei Männer „in weißen Kleidern“ -Engel- erwähnt, die die Apostel zu sich rufen und ihnen sagen: „Ihr Männer von Galiläa, was steht ihr da und schaut zum Himmel? Dieser Jesus, der von Euch weg in den Himmel aufgenommen wurde, wird ebenso wiederkommen, wie ihr ihn habt hingehen sehen zum Himmel“.
Das Relief gehört stilmäßig zu dem aus der hellenistischen Kunst überlieferten Kompositionsschema mit Figuren unter Arkaden. Auch in der frühchristlichen Kunst wurde es angewendet, um alle Arten von rechtwinkligen Flächen zu schmücken, von Sarkophagen und Reliquienschreinen bis hin zu den Stirnseiten von Altären. Zu Beginn des 11. Jahrhunderts, als Skulpturen auch das Äußere von Kirchen zu schmücken begannen, waren die ersten noch vorsichtigen Schritte der Steinmetze noch von künstlerischen Unsicherheiten bestimmt. Henri Focillon hat gerade am Beispiel des Türsturzes von Saint-Génis das Verfahren analysiert, wie den Figuren mit Hilfe der Arkaden Form verliehen wurde: „Die Köpfe der Apostel sind von den Hufeisenbögen eng umgeben, ja fast eingeschlossen, und sie scheinen das Bogenfeld ganz ausfüllen zu wollen. Die hängenden Schultern verlaufen parallel zu den Kanten der Kapitelle, die untere Hälfte der Körper verengt sich in dem Maße, in dem sich die Basenprofile verbreitern. Auch die Engel, die die Mandorla tragen sind auf ganz bemerkenswerte Weise in den zur Verfügung stehenden Raum eingefügt“. Das Werk reiht sich also in eine sehr alte Tradition ein, erneuert aber diese insofern, als hier der großflächige Dekor zur Quelle der Figurenplastik wird.
Auf dem Türsturz sind die Figuren noch ganz graphisch gefasst. Dies wird besonders deutlich an den Gewandfalten und der durch geometrische Linien angedeutete Anatomie. Georges Gaillard bemerkte: „In diesem Flachrelief ohne wirkliches Relief gibt es nur zwei Ebenen: Die Oberfläche und den Hintergrund, der etwa nur einen halben Zentimeter tief eingegraben ist. Zwischen diesen beiden Ebenen findet keine Vermittlung statt, das heißt keine Zwischenebenen. Auf den ausgeschnittenen Silhouetten der Figuren geben einfache Striche Gewandfalten und Gesichter wieder. Glieder und Hände sind wie gezeichnet eingraviert, aber nicht skulptiert. Diese komplizierte graphische Darstellung, diese Vielzahl kleiner Striche, die genauestens den Faltenwurf des Mantels beschreiben, der kleine seitliche Schnörkel am Gewandsaum Christi, die Kreise, die seine und der Engel Knie darstellen, all das stammt ganz offensichtlich aus Handschriften: Der Bildhauer ist hier nichts anderes als ein Kalligraph. Nur manchmal, etwa bei den Flügeln der Engel, dem bemerkenswertesten Detail des ganzen Werkes, und bei ihren Ärmeln, deutet sich die Technik der übereinander gelegten Falten an, die einmal mit so großem Erfolg angewendet werden wird. Hier wird nämlich eine Falte nicht nur durch einen einfachen Strich angedeutet, wie bei den Gewändern Christi oder der Apostel, sondern scheint als gesonderte Ebene, denn jede Falte oder Feder ist von der nächsten reliefartig angehoben. Hier beginnt die richtige Skulptur, alles andere ist nur Zeichnung“.
Als weitere Besonderheit wird man die Hufeisenform der Arkadenbögen betrachten, die das Werk mit der spanischen Welt verbindet. Ebenso bemerkenswert ist die reiche Verwendung von Blütenblättern als dekoratives Motiv. Diese sind beiderseits einer Wellenlinie angeordnet, die sich als Rahmen um die gesamte Vorderseite des Türsturzes zieht.
Die Fassade wurde im Zusammenhang mit der großen Renovierung der Kirche, die 1153 mit einer Einweihung abgeschlossen wurde, weitgehend erneuert. Dabei wurde zunächst der Türsturz, geschaffen zum Beginn des 11. Jahrhunderts, abgenommen. Zusammen mit der Erneuerung der Türpfosten mit glatten Werksteinen wurde er dann wider eingebaut. Vermutlich gehörten dazu auch ein neues Werksteintympanon mit einer Keilsteineinfassung oberhalb des Türsturzes.

### Kreuzgang

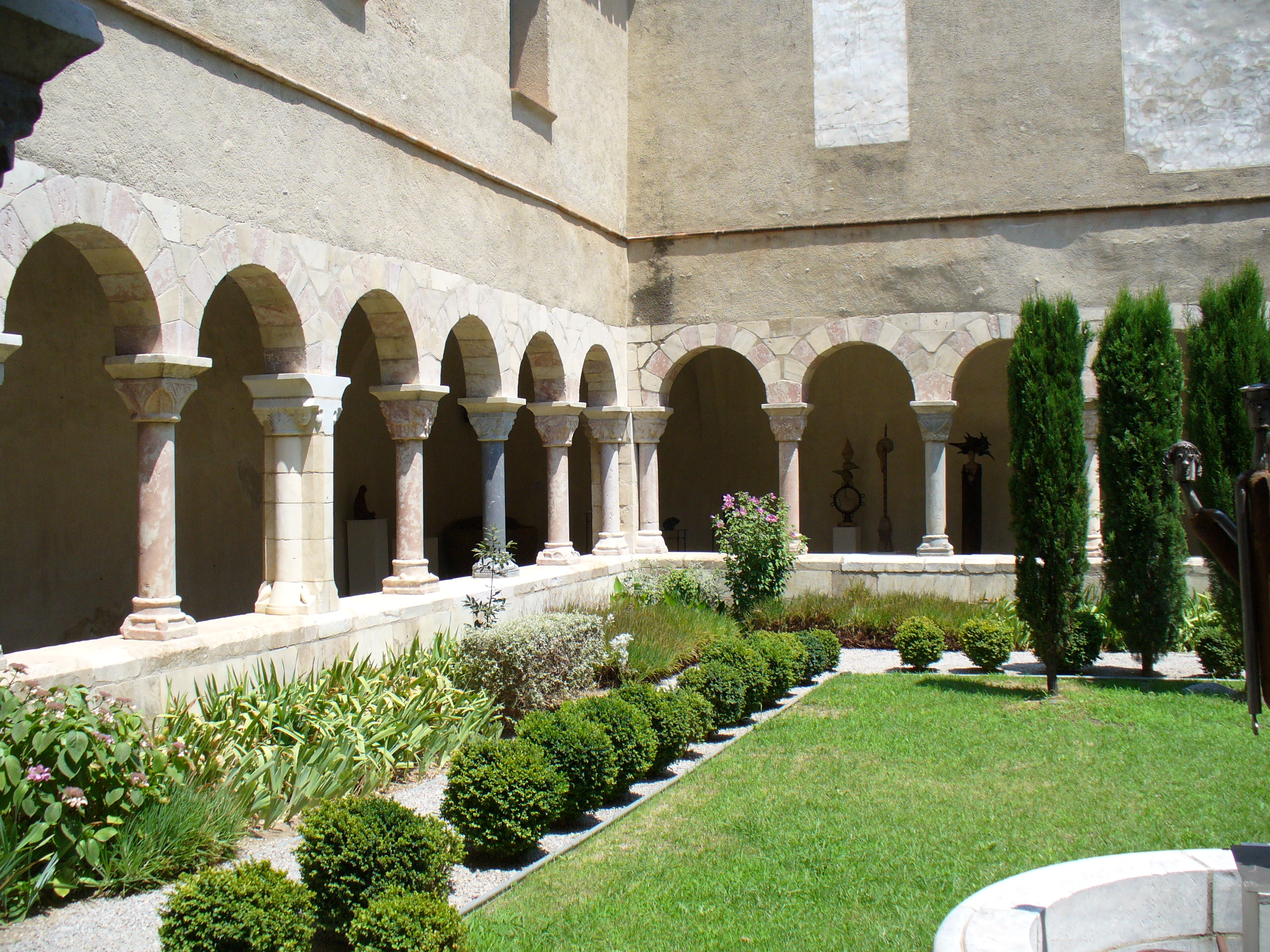
Abtei St-Génis-des-Fontaines, Kreuzganghof
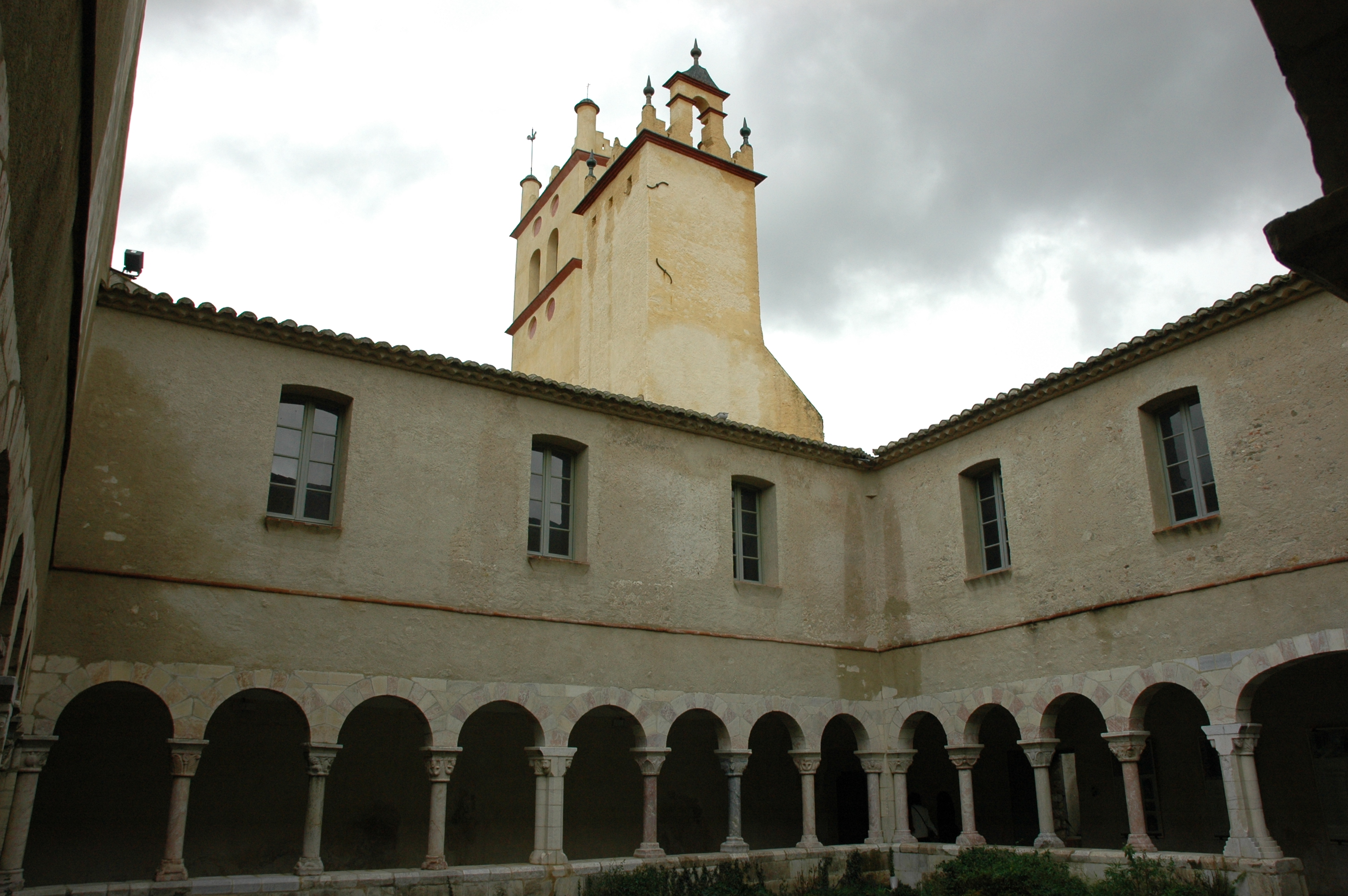
Abtei St-Génis-des-Fontaines, Kreuzganghof
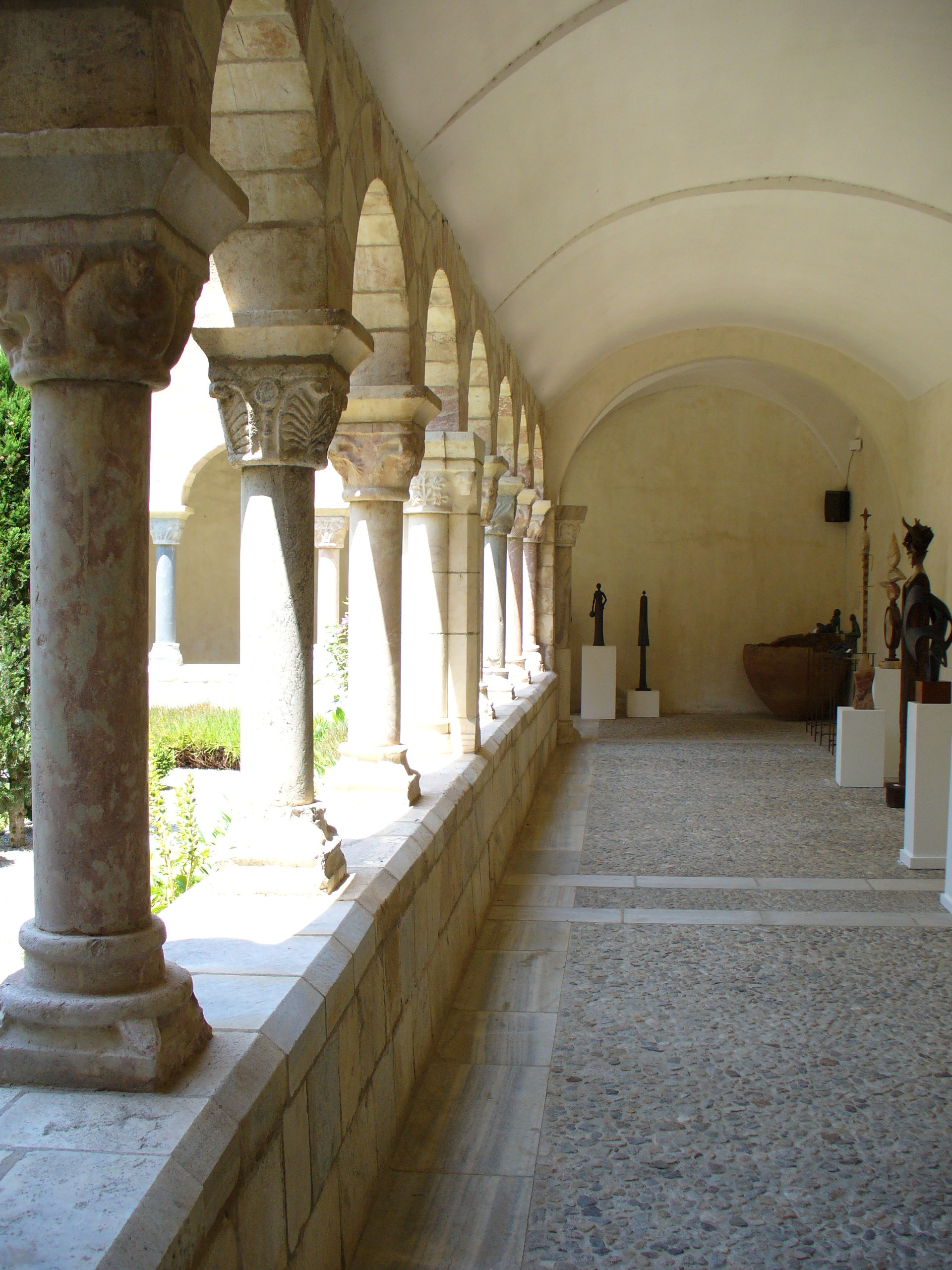
Abtei St-Génis-des-Fontaines, Kreuzgang, Tonnengewölbe
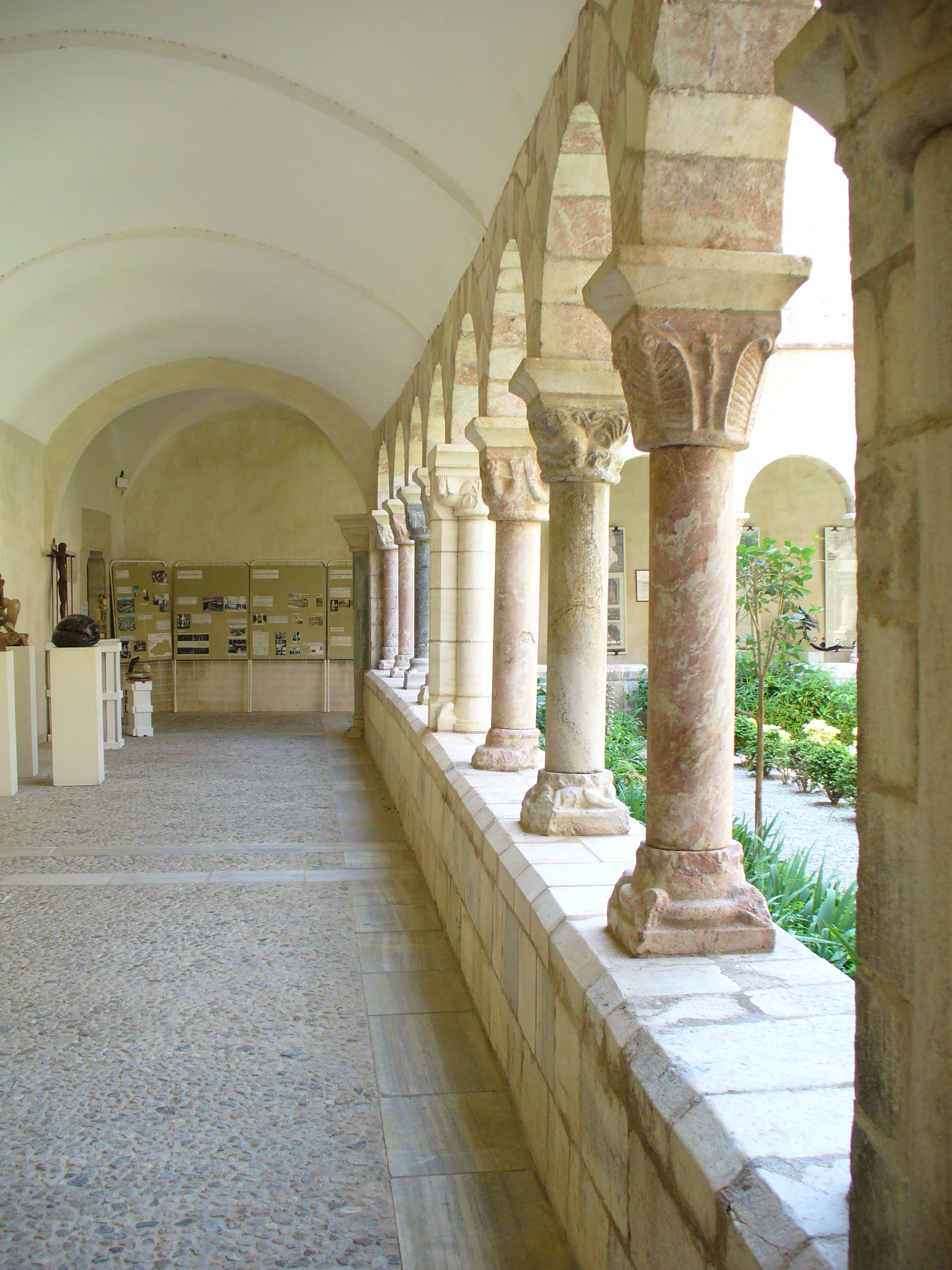
Abtei St-Génis-des-Fontaines, Kreuzgang, Tonnengewölbe
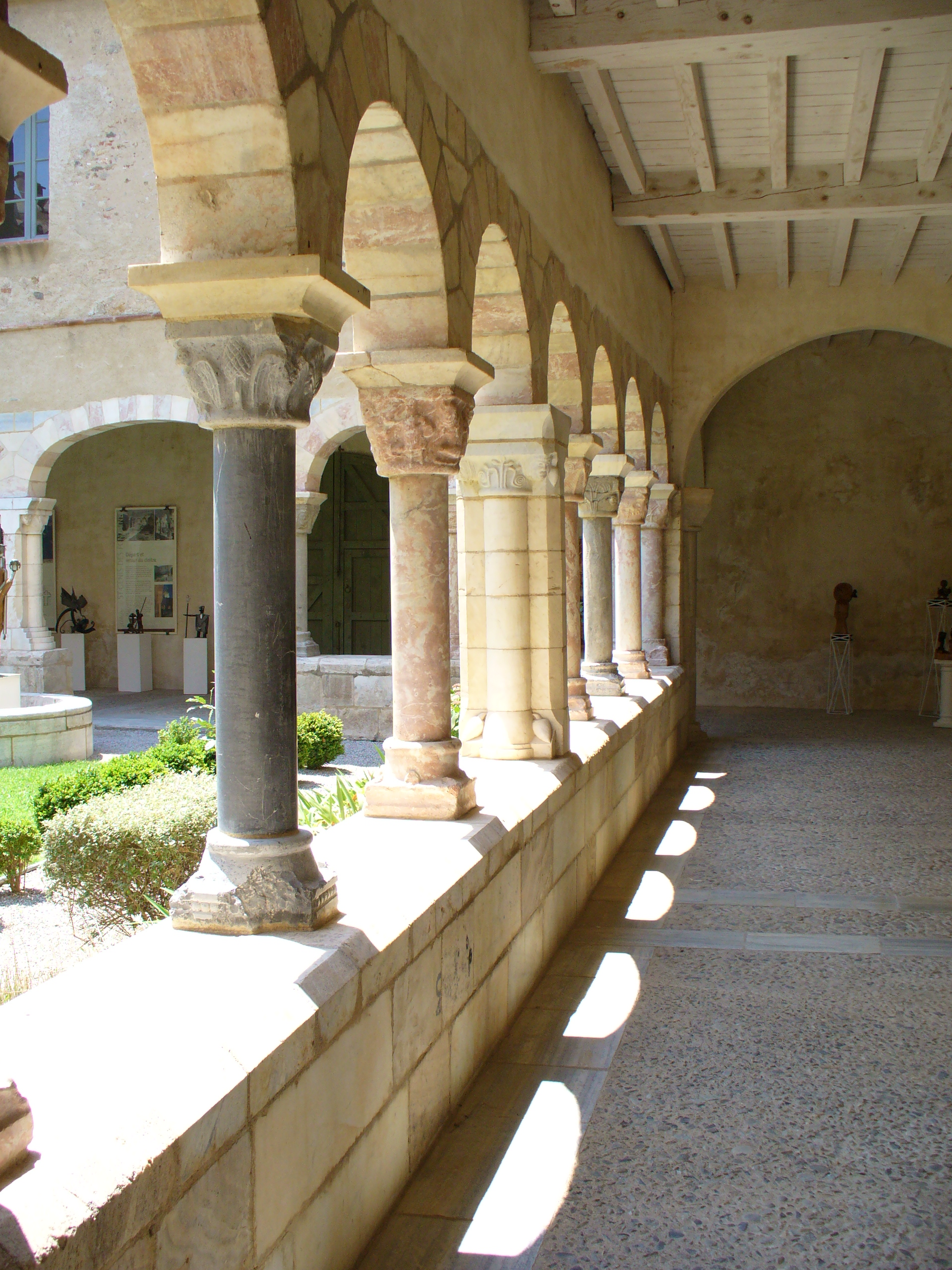
Abtei St-Génis-des-Fontaines, Kreuzgang, Holzbalkendecke

Es wird vermutet, dass sich der ursprüngliche Kreuzgang der Abtei vor dem 13. Jahrhundert westlich des Langhauses der Kirche erstreckt hat, vielleicht dort sogar unmittelbar anschloss. Dieser besaß wahrscheinlich auch Arkaturen mit Säulen und Kapitellen. Über seine Dimension, seine genaue Lage und künstlerische Ausstattung geben die Quellen keine Auskunft. Es ist lediglich bekannt, dass er vor Errichtung des neuen Kreuzgangs zurückgebaut und in einen Hof verwandelt wurde, der heute, zumindest in Teilen, noch erhalten ist.
Der neue Kreuzgang entstand im 13. Jahrhundert und war bis 1913 erhalten geblieben, obgleich er nach der Revolution unter zwei bis drei Besitzern aufgeteilt war, die darin Wohnungen eingerichtet hatten. Sein Schicksal im weiteren 20. Jahrhundert ist einem entsprechenden Abschnitt unter „Geschichte“ zu entnehmen.
Der Grundriss des Kreuzgangs ist nahezu quadratisch und gegenüber dem der Kirche gegen den Uhrzeigersinn leicht gedreht. Seine Südwestecke grenzt unmittelbar an die Giebelwand des nördlichen Querschiffarms. Um den Innenhof in einer Dimension von 12,67 × 12,60 Metern gruppieren sich vier Galerien in etwa 3,40 Meter Breite, die zum Hof hin von Arkaturen auf Brüstungen aus glatten Werksteinblöcken getrennt sind.
In der Nord-, Süd- und Ostgalerie reihen sich je zwei Arkaturen von drei Säulen und vier halbkreisförmigen, scharfkantigen Arkadenbögen beiderseits eines im Querschnitt rechteckigen Mittelpfeilers mit vorgelegten Halbsäulen. Die äußeren Halbsäulen sind den Eckpfeilern vorgelegt. Auf den galerieseitigen Ecken dieser Pfeiler steht je eine weitere Säule, die aber bis zum Boden hinunterreicht. Auf ihnen enden die diagonalen Grate der Kreuzgratgewölbe in den Kreuzgangecken.
In der Westgalerie ist die Struktur der Arkaturen etwas verändert. Hier werden aus zwei Arkaden eine doppelt so breite zusammengefasst, die mit einem abgeflachten Korbhenkelbogen überdeckt ist. In dieser Arkade wird die Brüstung unterbrochen und erlaubt den Zutritt in den Innenhof, der gegenüber einer breiten Zugangstür in der westlichen Außenwand des Kreuzgangs zum Hof der Abtei liegt.
Die Nord-, Süd- und Ostgalerie wird von einem Tonnengewölbe im Querschnitt segmentbogenförmig überdeckt, die Westgalerie von einer Holzbalkendecke. Die Überdeckungen der Galerien schließen jeweils in Verlängerung der Arkaturen mit halbkreisförmigen Gurtbögen ab, die auf den Eckpfeilern stehen. Die von ihnen in den Kreuzgangecken gebildeten quadratischen Feldern in Verlängerung der Ostgalerie werden von Kreuzgratgewölben überdeckt, in den gegenüberliegenden Kreuzgangecken von Holzbalkendecken.
Die Galerien weisen auf drei Seiten des Kreuzgangs Obergeschosse auf, die von je drei Fenstern mit flachen Segmentbögen belichtet werden, und von Pultdächern mit leichter Neigung nach innen überdeckt sind. Die dritte Seite ist gänzlich geschlossen. Die Quellen geben keine Auskunft darüber, wann diese Obergeschosse entstanden sind.

### Skulptur der Kreuzgangarkaturen
Die Skulpturen von Kapitellen und Basen befinden sich an 23 auf der Brüstung frei stehenden Einzelsäulen, an 16 Halbsäulen vor Pfeilern, ebenso auf der Brüstung, und vier Säulen vor Pfeilerkanten bis zum Boden reichend, insgesamt sind es 43 Stück auf Säulen und Halbsäulen.
Durch die Verwendung von verschiedenfarbigem Marmorsorten bei Säulen, Kapitellen, Basen und auch den Arkadenbögen erhält der Kreuzgang sein einzigartiges Aussehen. So wurde weißer Marmor aus Céret, rosafarbener Marmor aus Villefranche-de-Conflent und schwarzer Marmor aus Baixas verarbeitet.
Die Proportionen der Kapitellkörper erscheinen hier gedrungen und weniger hoch, im Gegensatz zu den deutlich schlankeren von Cuxa oder Serrabone aus dem 12. Jahrhundert. Bei allen ist unten ein kräftiger Wulstring, teilweise auch kantig, und oben eine meist dünnere quadratische kantige Platte Bestandteil des Kapitellkörpers. Auf den Kapitellen liegt jeweils eine weit ausladende Kämpferplatte, die fast halb so hoch ist, wie die Kapitelle. Ihre abgeschrägten Sichtkanten sind in ganzer Breite als Hohlkehlen ausgebildet und etwa 2/3 so hoch wie die Kämpferplatten.
Die Säulen sind alle glatt geschliffen und ohne jegliche Struktur.
Die Basen weisen meist mehrere Wulstringe auf und gehen in quadratische kantige Plinthen über. Sie gleichen fast umgedrehten Kapitellen.
Die Qualität der bildnerischen Gestaltung der Skulpturen reicht in den meisten Fällen an die von Cuxa und Serrabone nicht heran. Es handelt sich überwiegend um Flachreliefs von Monstern, Vögeln, Masken, Menschenköpfen, meist an den Kapitellecken, Sirenen (Nixen), pflanzliche Strukturen, Blätter, ein Lamm Gottes und anderes, alles auf glatt geschliffenen Hintergründen (siehe Auswahl der Fotos).
Bislang ist es der Forschung nicht gelungen, schlüssig die Diskrepanz zwischen der Raffinesse in der Farbgestaltung der Arkaden und Kapitellen des Kreuzgangs und der bildhauerisch-„primitiven“ Kargheit in der Ausführung der Kapitelle zu erklären. Ob Kapitelle eines älteren Vorgängerbauwerks etwa aus der Ursprungszeit der Abtei hier wiederverwendet worden sind, lässt sich zwar vermuten aber bislang nicht belegen.

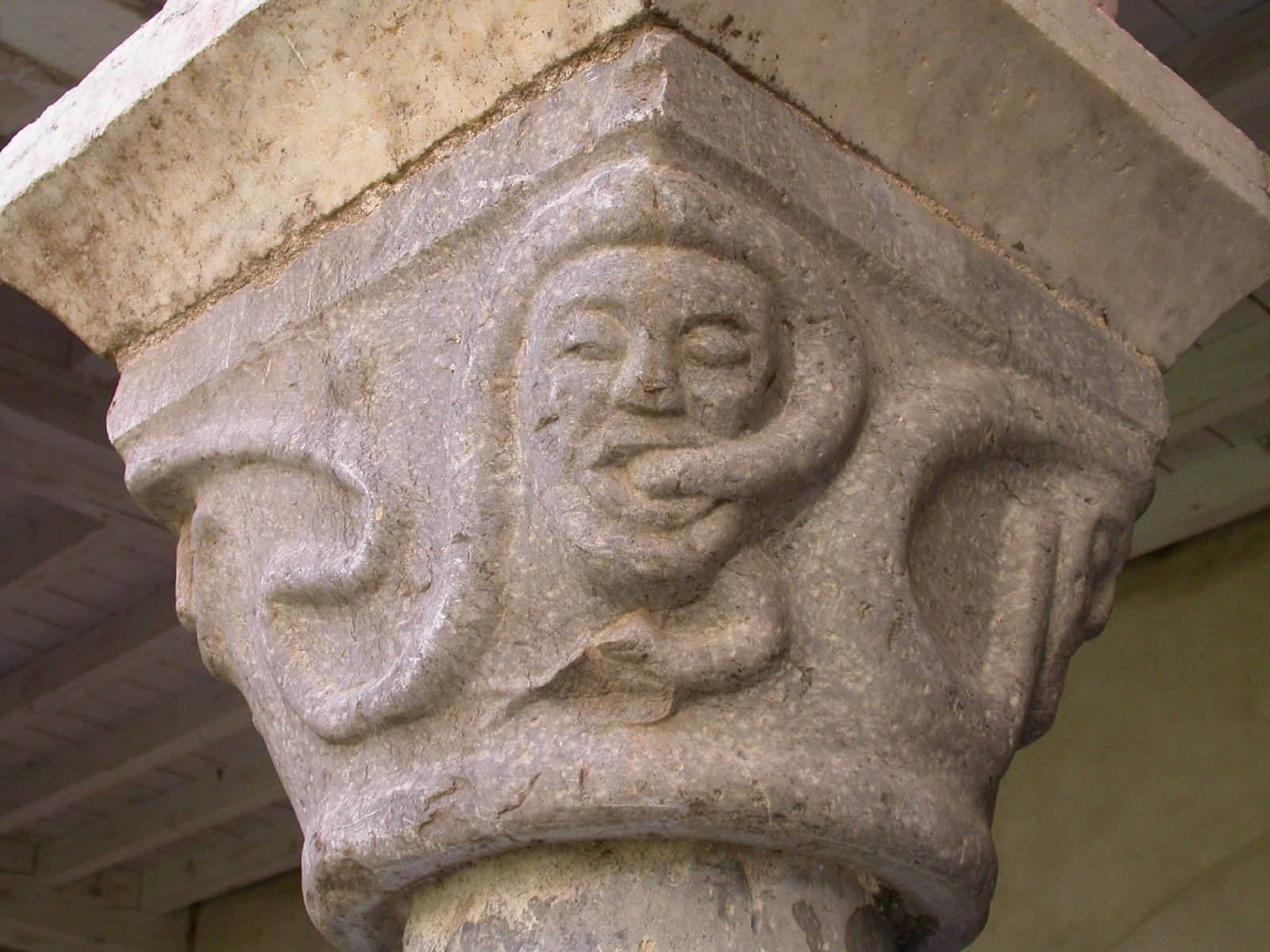
Kapitell, Gesicht verschlingt Schlange
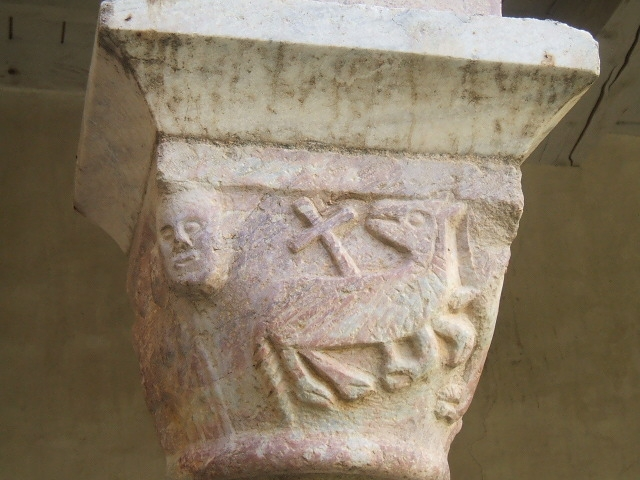
Kapitell, Lamm Gottes
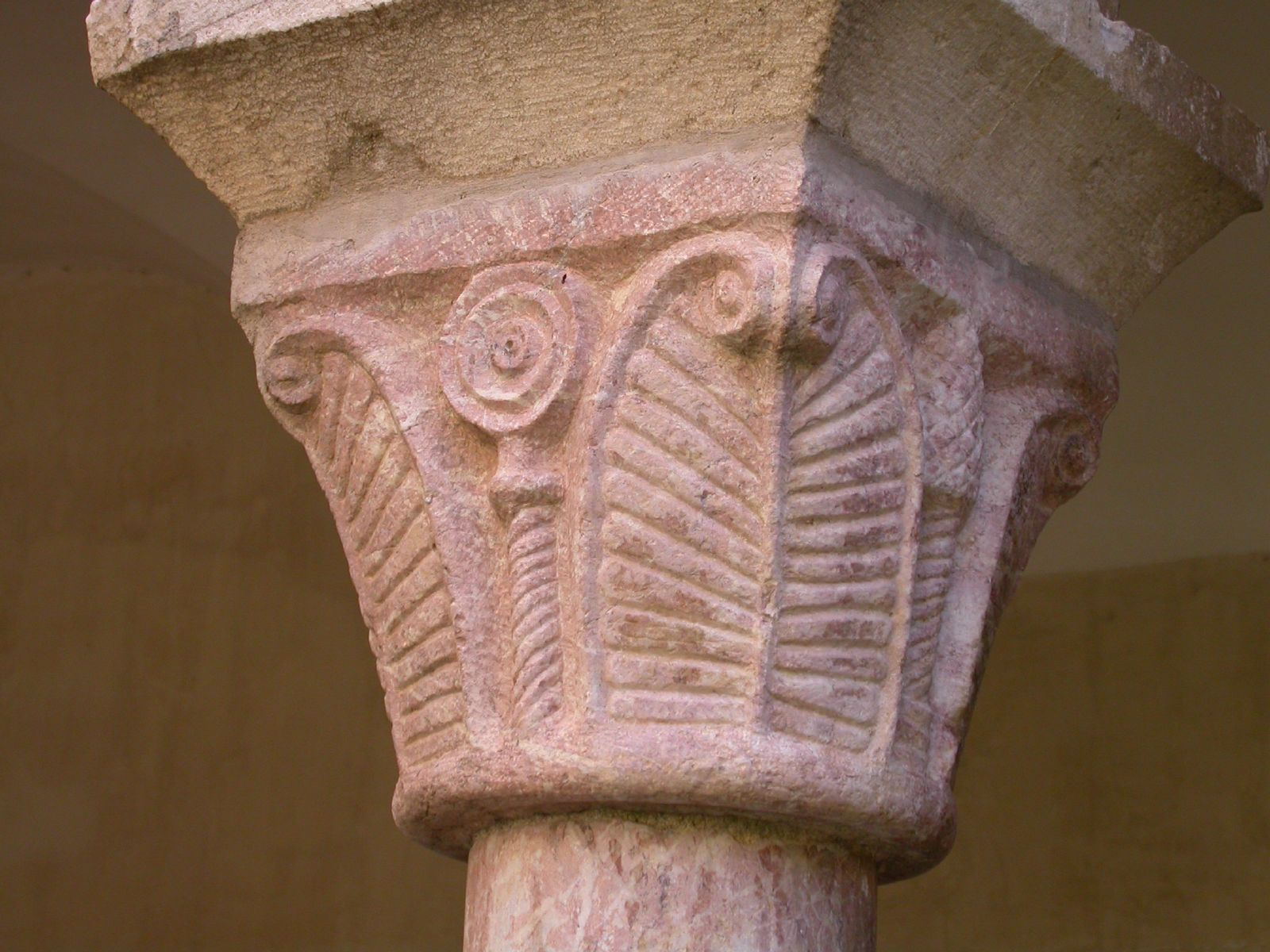
Kapitell, Blättermotive
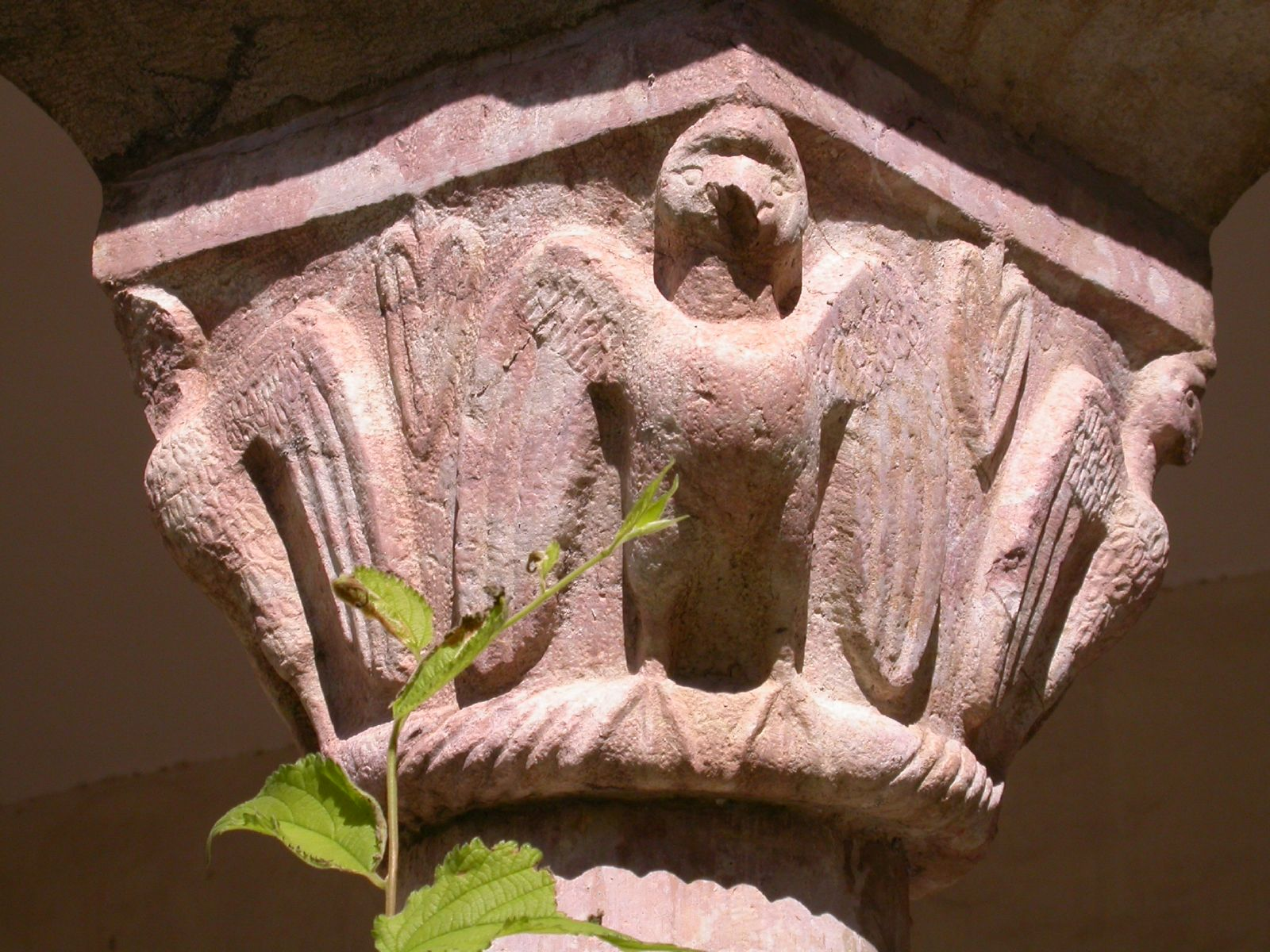
Kapitell, Adler breiten Flügel aus
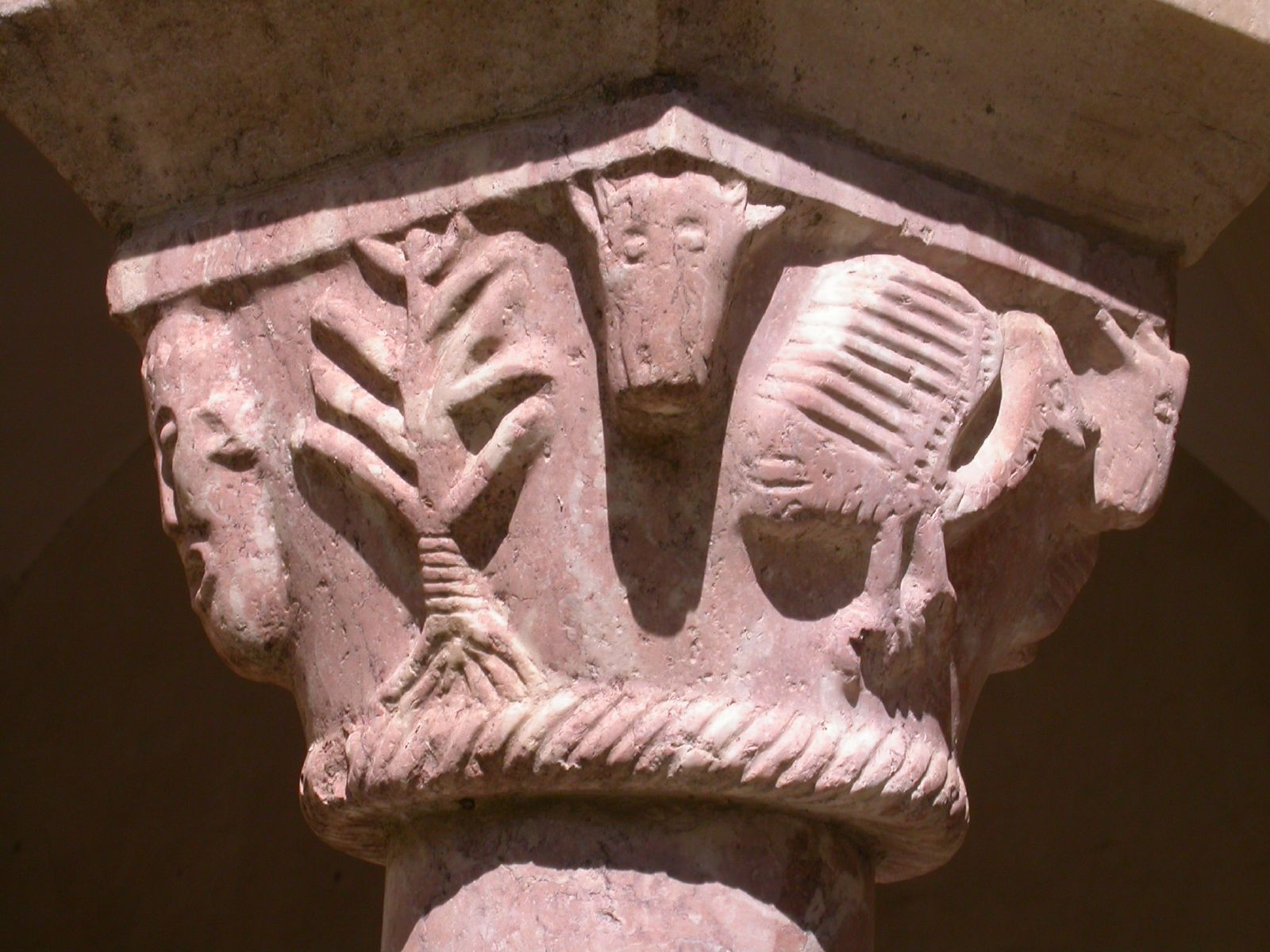
Kapitell, Baum des Lebens / Köpfe / Vogel
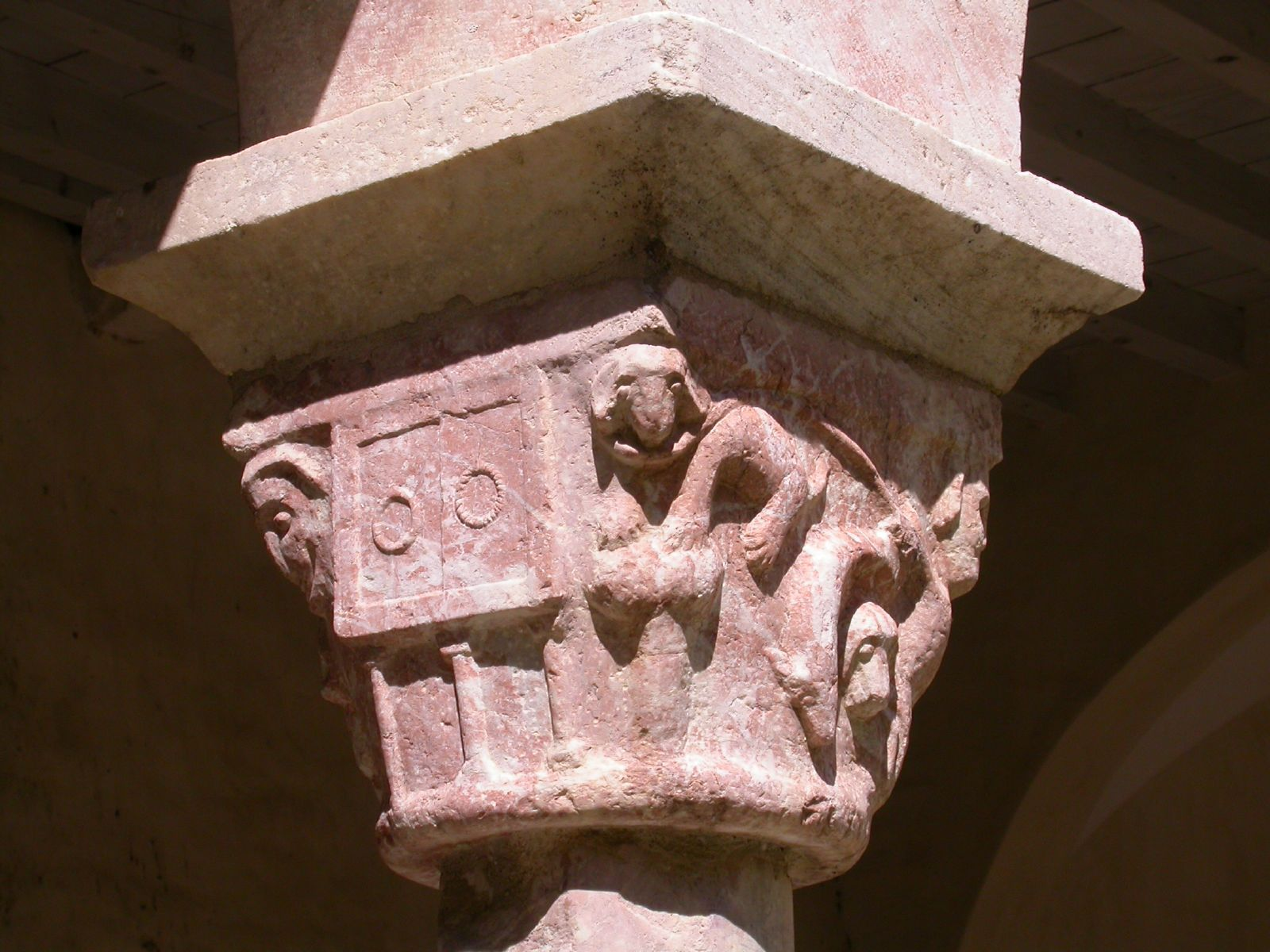
Kapitell, ??
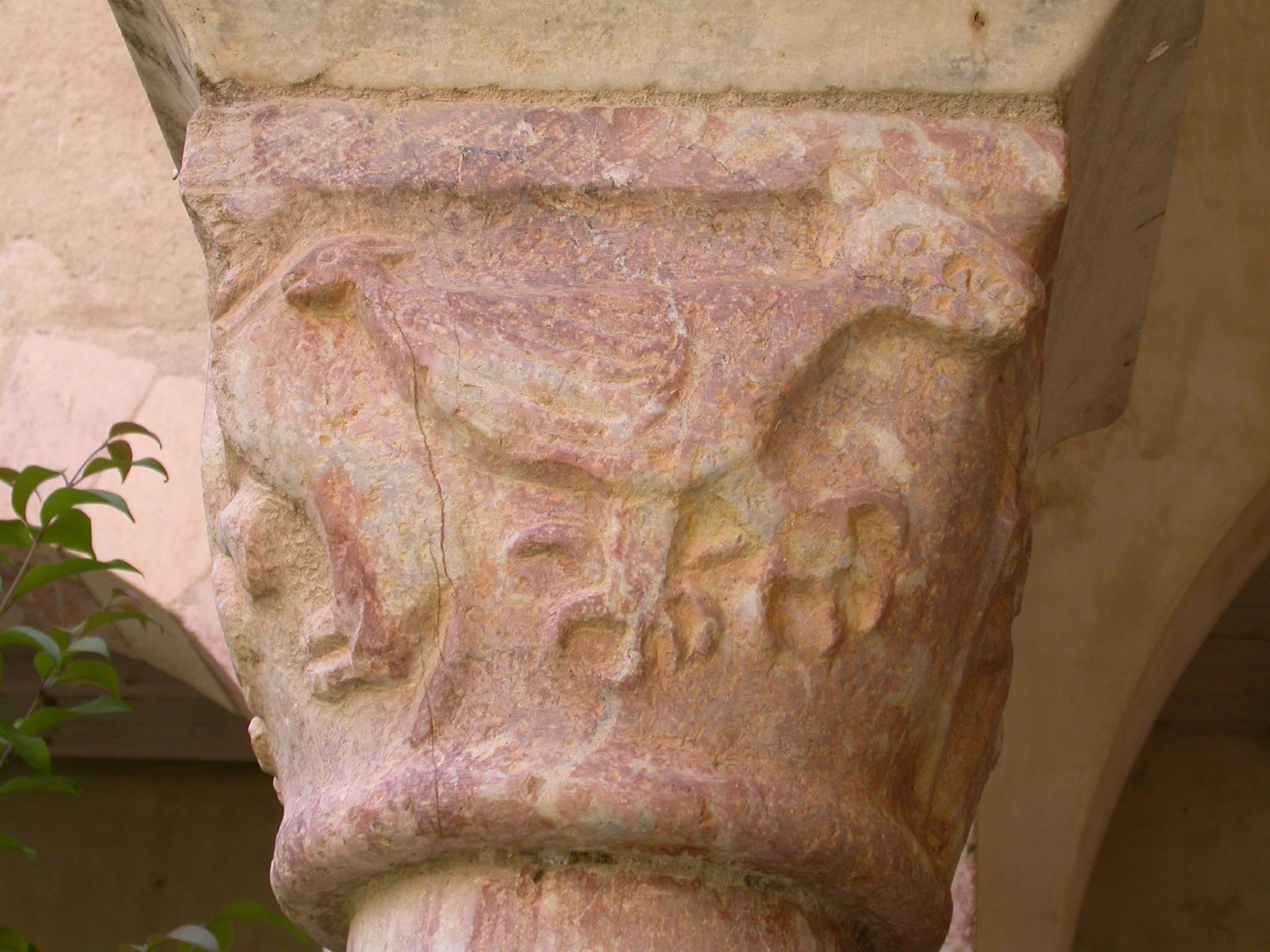
Kapitell, Krallenmonste mit 2. Kopf am Schwanz
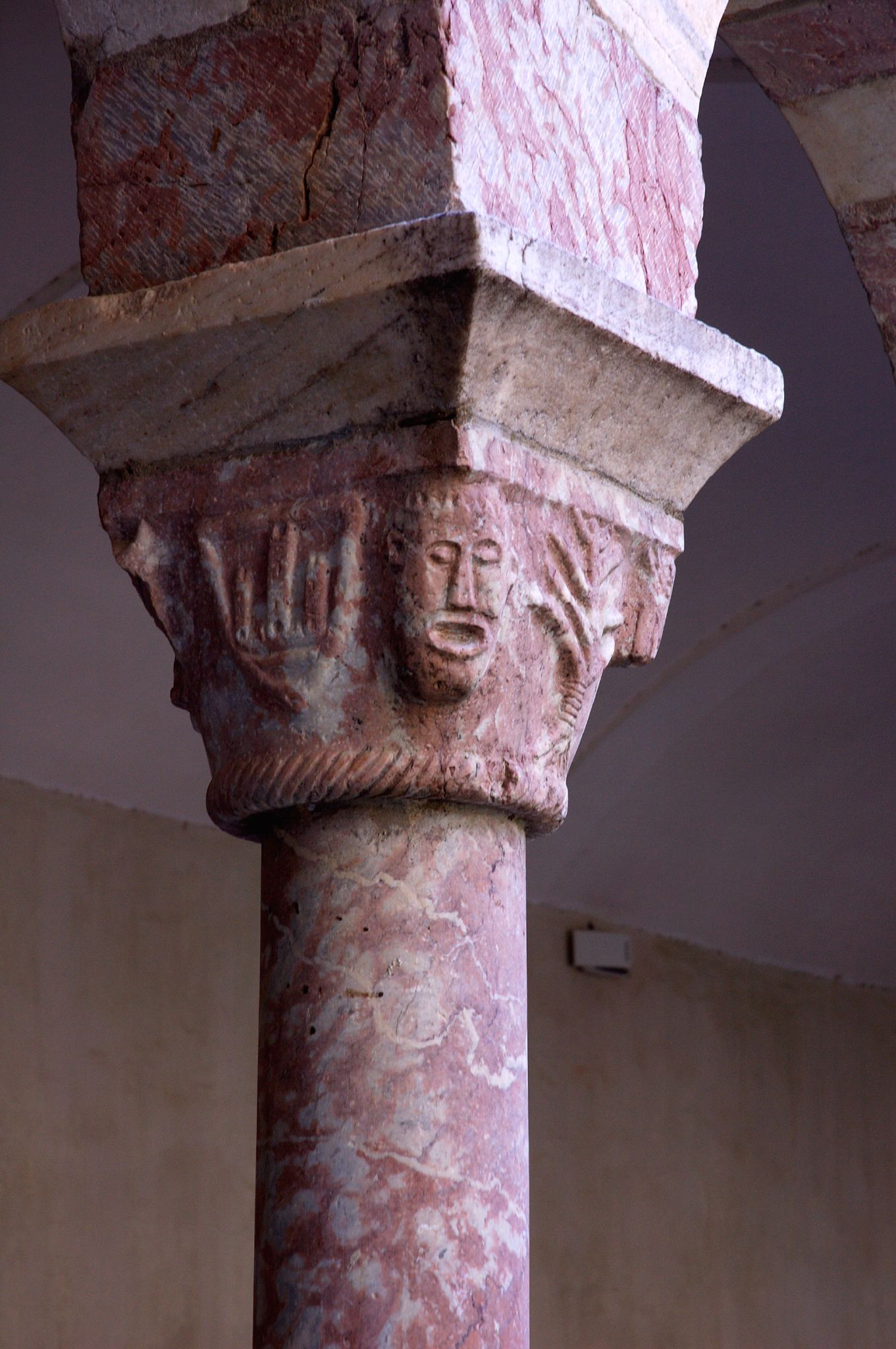
Kapitell, Wappen / Gesicht / Baum des Lebens
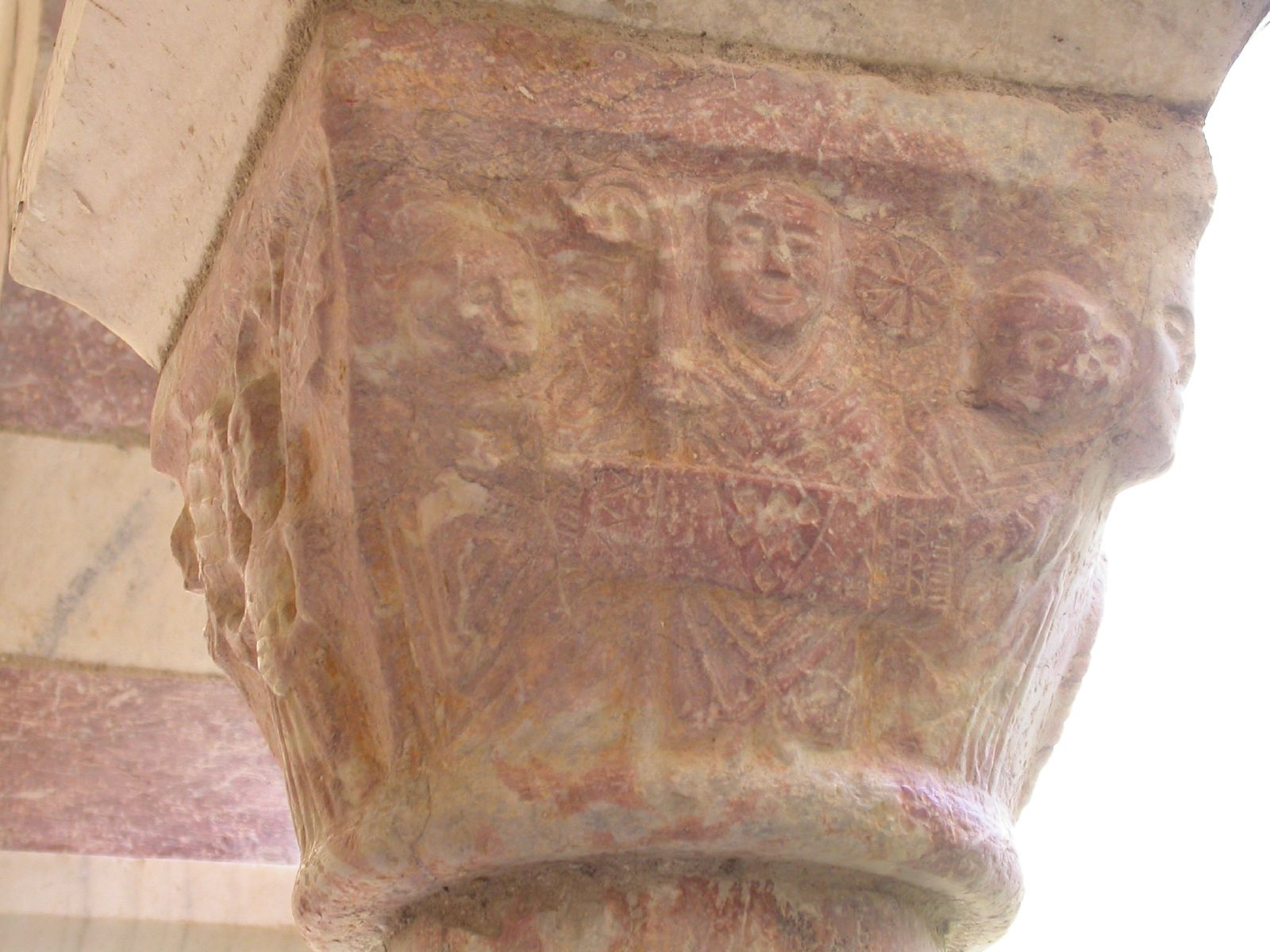
Kapitell, Abt mit Mönchen
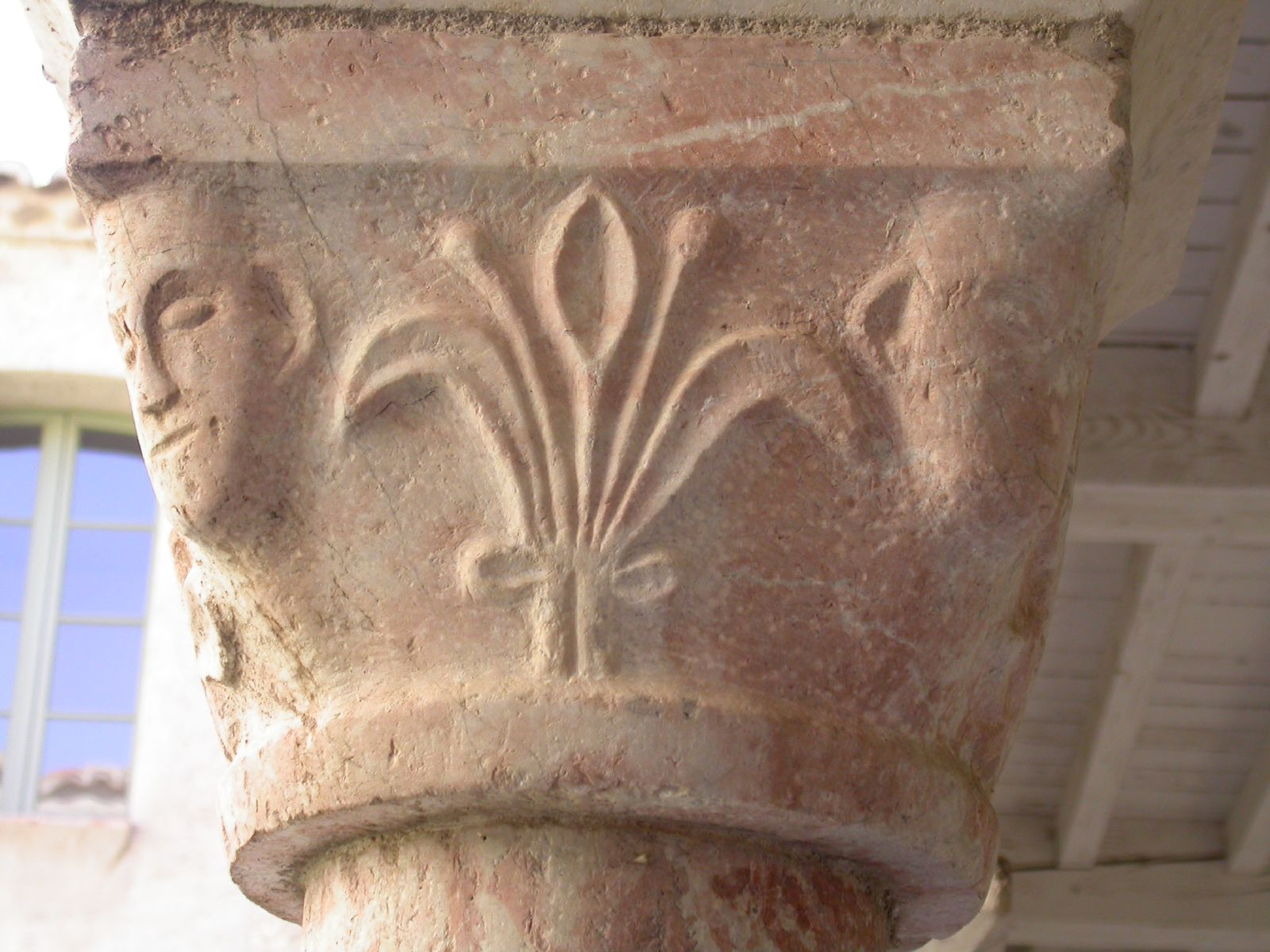
Kapitell, Fleur de Lys / Gesichter
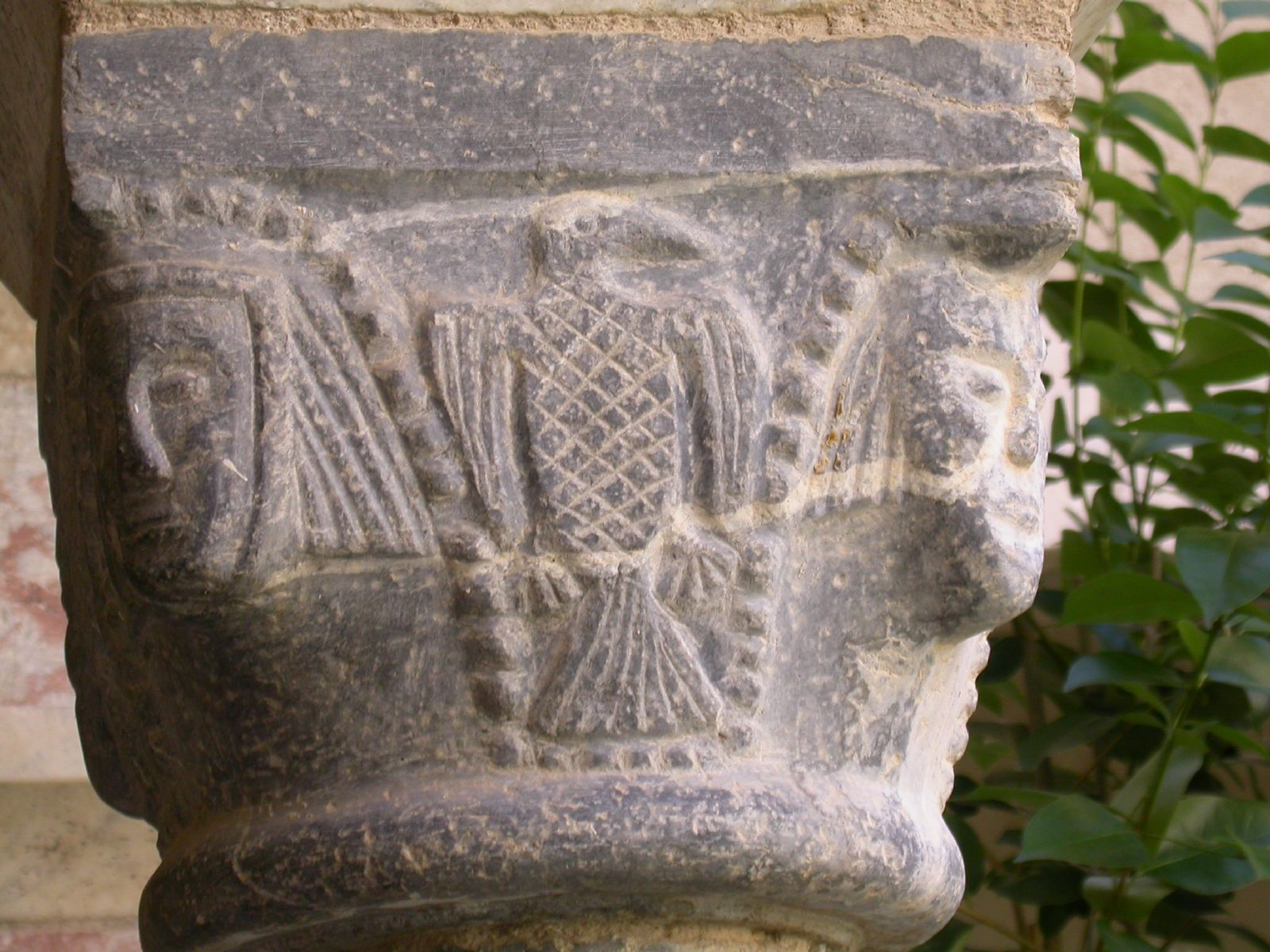
Kapitell, Vogel / Gesichter
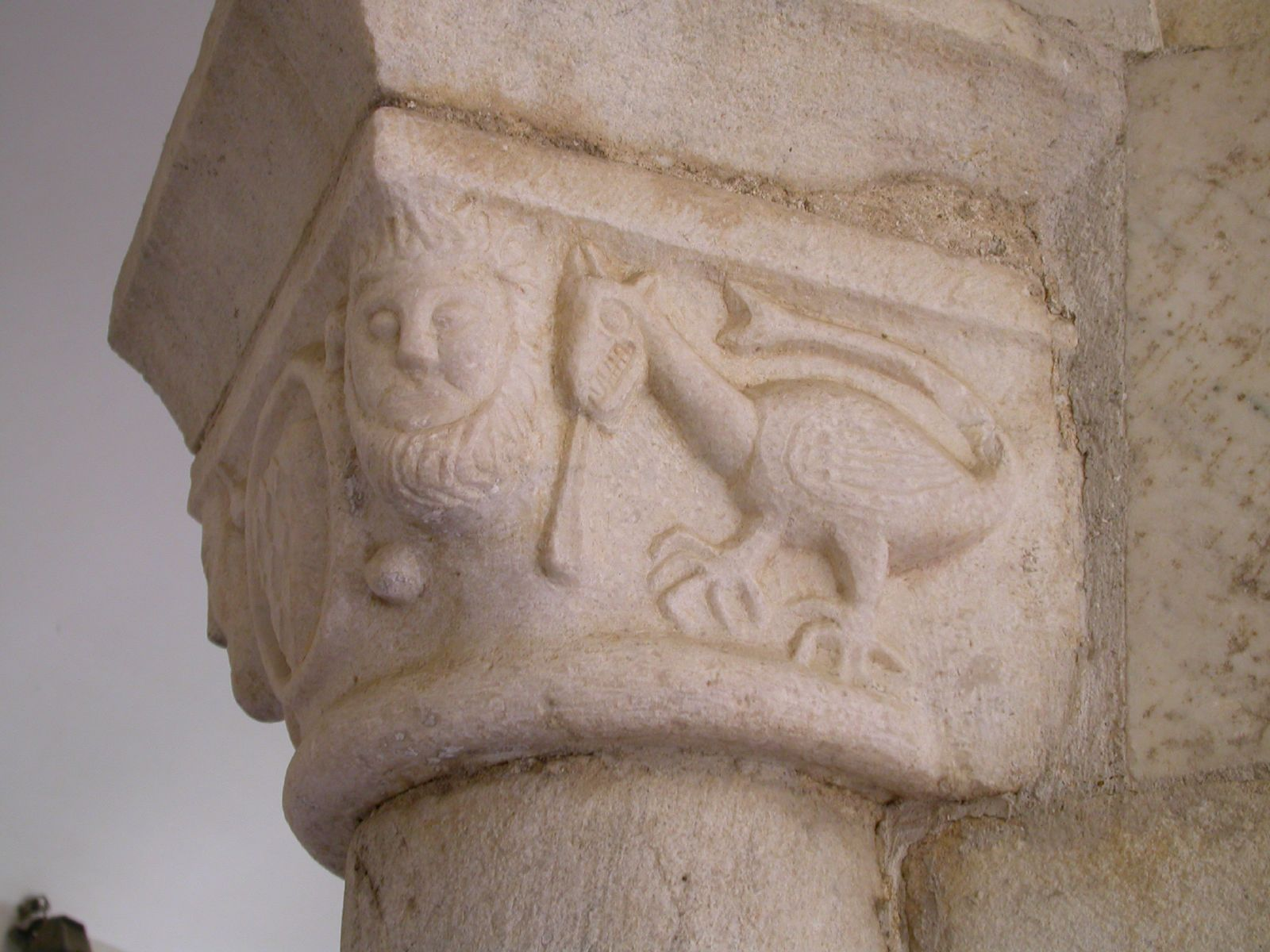
Kapitell, Monster / bärtiges Gesicht
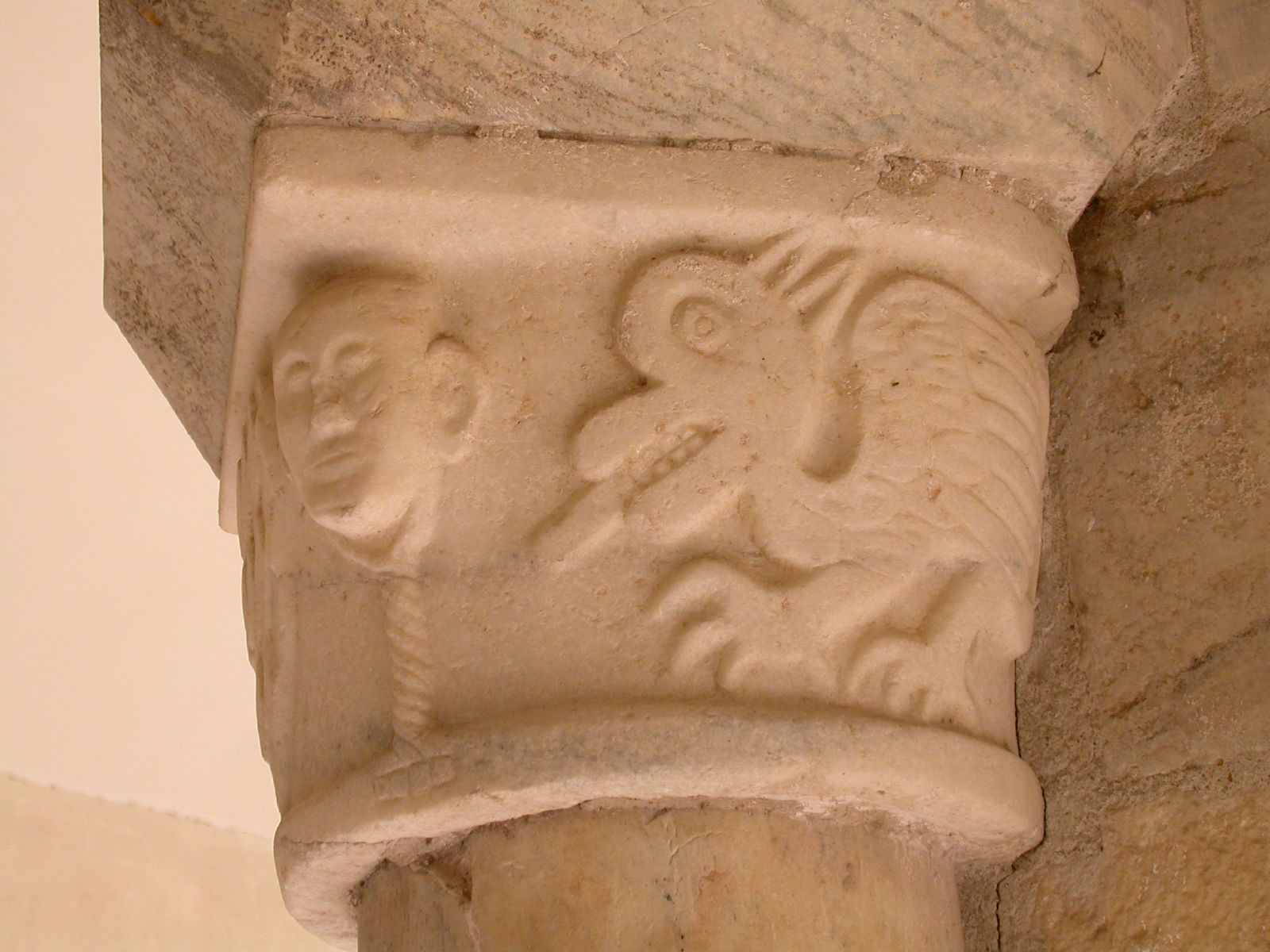
Kapitell, Monster / Gesicht
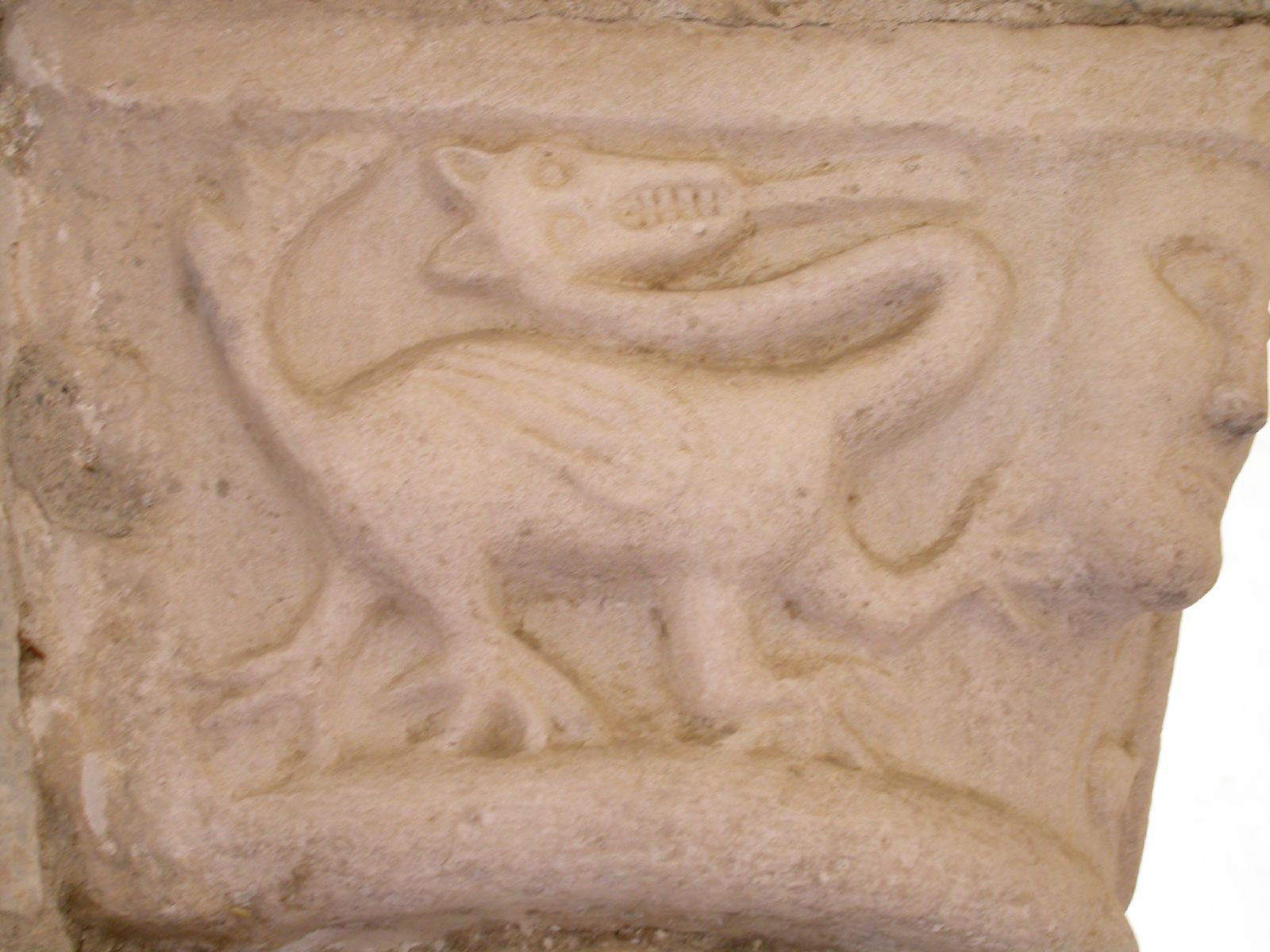
Kapitell, Monster
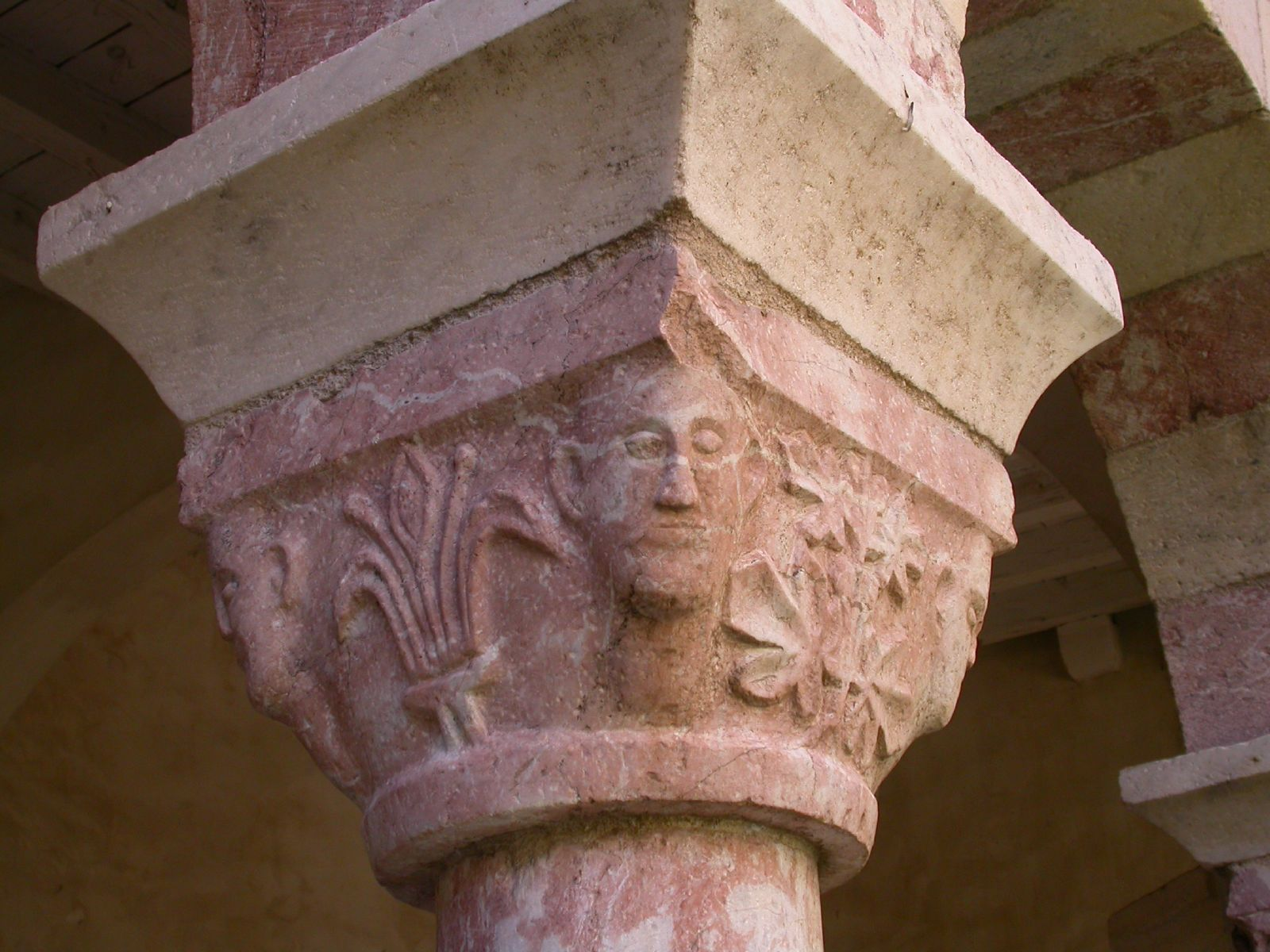
Kapitell, Fleur de Lys / Gesicht / Blattfächer
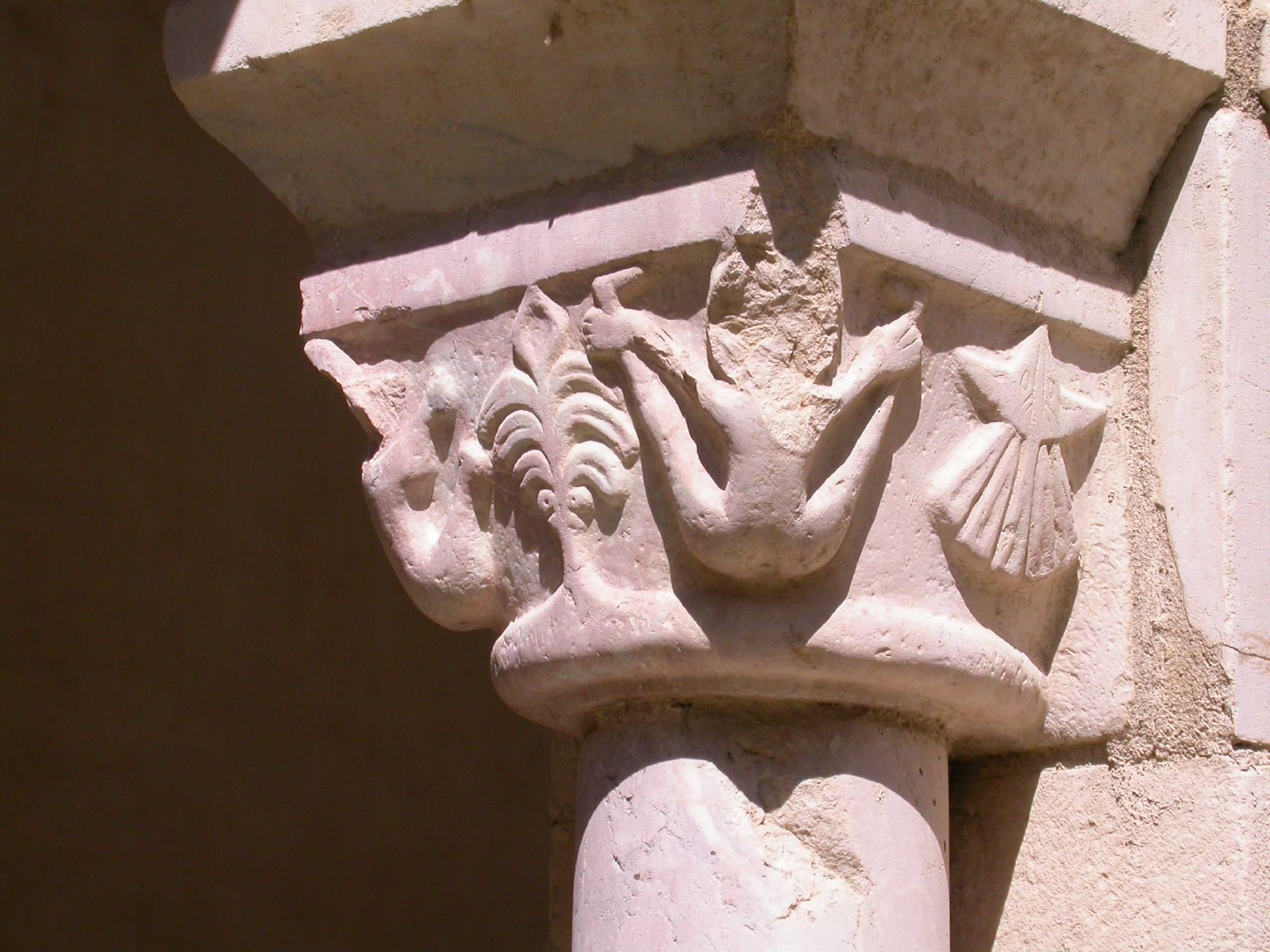
Kapitell, Baum des Lebens / Sirene (?) / Stern mit Schweif
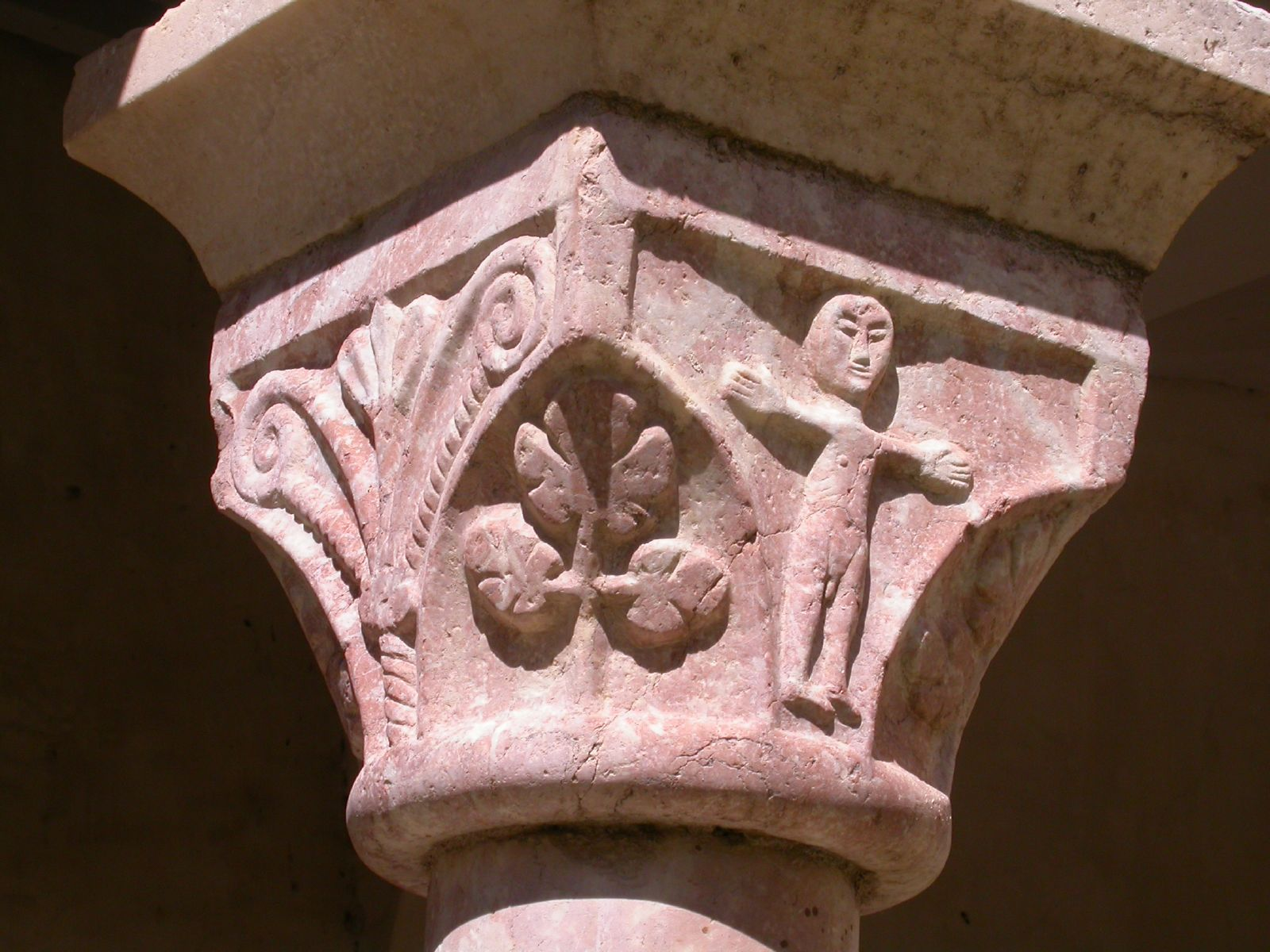
Kapitell, Pflanze / Blattfächer / nackter Mann breitet Arme aus
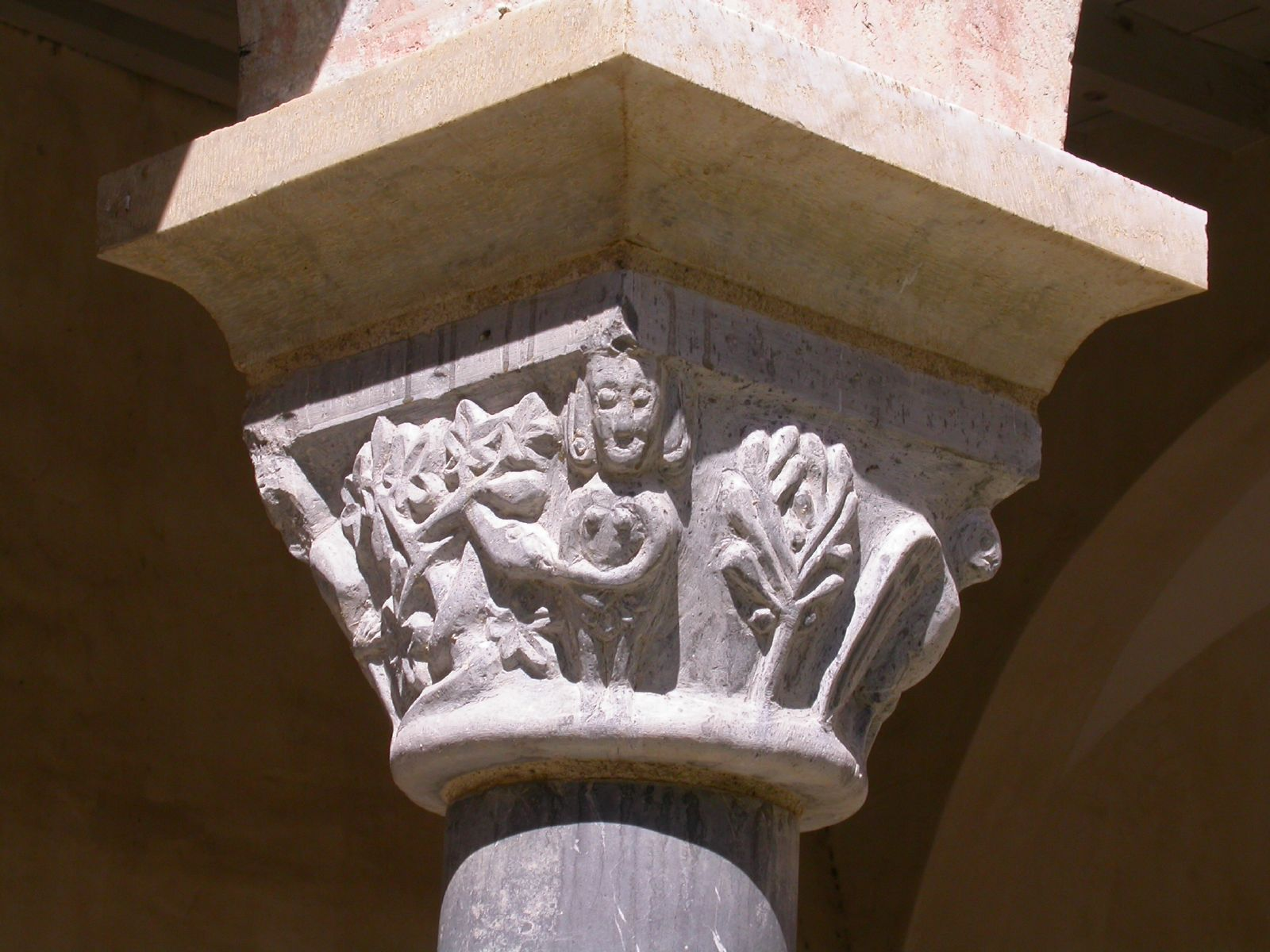
Kapitell, Eva neben Apfelbaum und Schlangenkopf